# Félicien Rops
Félicien Victor Joseph Rops, známý jako Félicien Rops (7. července 1833, Namur, Valonsko – 23. srpna 1898 Corbeil-Essonnes) byl belgický malíř.
Rodina mu dopřála prestižní vzdělání, pro četné skandály však žádnou školu nedokončil. Přispíval do satirického časopisu Uylenspiegel, ve svém díle se vysmíval náboženství a měšťácké morálce. Přátelil se s Charlesem Baudelairem a ilustroval řadu jeho děl, spolupracoval i s dalšími nonkonformními umělci: Théophile Gautier, Alfred de Musset, Jules Barbey d'Aurevilly. Byl vyhledávaným a dobře placeným výtvarníkem na volné noze v Bruselu i Paříži, věnoval se grafice, leptu i akvatintě, vytvořil frontispisy k řadě úspěšných knih. V roce 1868 se stal jedním ze zakládajících členů bruselské Société Libre des Beaux-Arts. Byl členem zednářské lóže. Provokoval nejen otevřeným zobrazováním erotických námětů, ale také bohémským soukromým životem: po odchodu od manželky žil se dvěma sestrami zároveň. V jeho rodném Namuru bylo roku 1960 otevřeno Ropsovo muzeum. Belgická královská knihovna schraňuje soubor téměř pěti tisíc jeho dopisů, vyznačujících se svéráznou ironií a bohatým obrazovým doprovodem.

## Život

### Namur
Félicien Rops pocházel z rodiny zámožných obchodníků s textilem. Otec ho vedl k lásce k hudbě a květinám. Ve svých dopisech Rops vzpomíná na večery, kdy jeho otec s přáteli hrál na klavír za doprovodu fagotu a flétny skladby Beethovena, Mozarta, Steibelta a Bacha. Ropsova matka je popisována jako žena vznešená a přitažlivá, na jejíž údajný maďarsko-cikánský původ Rops s oblibou upozorňoval, přestože to bylo velmi diskutabilní. Po soukromé domácí výuce nastoupil Rops na jezuitské gymnázium Notre-Dame de la Paix se sídlem v namurské Rue de Bruxelles. Zde získal humanitní vzdělání, i když podle dochovaných studijních výsledků nedosáhl velkých úspěchů. Už v té době se začal projevovat jako umělec a jeho vztah ke vzdělání byl spíše lehkovážný. V roce 1848 publikoval svůj debut: Halasná procházka po Salonu (Promenade Charivariqueau Salon de 1848). V roce 1849 byl z jezuitského gymnazia vyloučen. Důvodem vyloučení byly karikatury jeho pedagogů. Rozhodl se pokračovat ve studiu na Athénée de Namur. Po smrti otce 7. února 1849 se jeho poručníkem stal strýc Alphons, namurský radní. Jeho nekompromisní, autoritativní režim šestnáctiletý Rops nesnášel. Strýcovy neustálé výtky se odrazily na Ropsově celoživotní nesnášenlivosti měšťáctví. Přes strýcův nesouhlas se Rops ještě téhož roku zapsal na Académie des Beaux-Arts v Namuru. Studoval u malíře a krajináře Ferdinanda Marinuse (1808–1890). V roce 1851 Rops z Namuru odešel a ve vzdělání pokračoval v Bruselu, kde se na Université Libre zapsal ke studiu práv a filosofie.

### Brusel
Po příchodu do Bruselu v roce 1851 navrhl Rops titulní stránku časopisu, který vyšel u příležitosti bruselského oficiálního Salonu. Kresbu nazval Ďábel v Salonu. Své další litografie zveřejňoval v belgickém časopise Le Charivari. Časopis kritizoval obnovení francouzského císařství a císaře Napoleona III., což bylo ve Francii přísně trestáno. V roce 1853 začal Rops navštěvovat Atelier libre Saint-Luc, oblíbené místo belgické umělecké bohémy. Zde se Rops připojil ke skupině Le cercle des Crocodiles, která se hlásila k realismu a prohlašovala se za nezávislé hnutí. Orientovali se na kritiku měšťácké společnosti, pokrytecké politiky a umělecky sterilní oficiální umění. Skupina vydávala čtyřstránkovou revui Le Crocodiles, se stejným kritickým zaměřením vůči společnosti jako časopis Le Charivari, kam od 17. července 1853 pravidelně každý týden přispíval Rops jednou svou litografií. V roce 1856 zdědil Rops peníze a založil vlastní časopis Uylenspiegel, journal des ébats artistiques et littéraires, jakési volné pokračování periodika Le Crocodiles. Ropsův časopis dostal jméno po literární postavě šibala Enšpígla, jenž proslul svým šibalstvím a kousky, kterými na svých toulkách Německem ukazoval lidem jejich nectnosti a pokrytectví. V časopise publikoval Rops karikatury belgických osobností, které vycházely pod souhrnným názvem Galerie Enšpígl (Galerie ďUylenspiegel). Zde už se projevila Ropsova schopnost jemné a uvolněné kresby, využití kontrastu světla a stínu. K jeho popularitě přispěla karikatura Medaile za Waterloo (Médaille de Waterloo), parodující válečné vyznamenání Medaile svaté Heleny, kterou vydal Napoleon III. a uděloval ji válečným veteránům z let 1792 až 1815. Mnozí Belgičané ji hrdě nosili, avšak Rops byl znechucen restaurací francouzského druhého císařství, megalomanskými politickými vizemi Napoleona III. a neváhal je pranýřovat. Ve středu litografie je zobrazena medaile, na které je Napoleon III. jako odpudivý skřet, po stranách kresby harpyjí se zlověstným výrazem. Pod kresbu medaile umístil Rops alegorii vlasti – žena svírá v rukou francouzskou vlajku. Kolem celého výjevu jsou kostlivci-vojáci, padlí pro císařův sen o světovládě. Ve spodní části pak dialog kostry psa a generála – výsměch nesmyslnosti válečných utrpení. Litografie vyvolala pobouření bonapartistů, které vedlo až k souboji Ropse se synem jistého důstojníka francouzské armády. Litografie Ve Varšavě vládne pořádek (L´ Ordre règne à Varsovie) vznikla jako reakce na události z roku 1831, kdy ruská armáda potlačila polské povstání. Tyranie má podobu dvouhlavého korunovaného carského orla, který se vznáší nad svobodou pokrytou rubášem. V letech 1861 až 1867 Rops experimentoval s rytinami, leptacími tušemi a laky. Věnoval se ilustrování knih, jako například Vlámské legendy, Brabantské povídky a Čtení o Ulenspieglovi a jeho rekovných a veselých příhodách. Mezi lepty z tohoto období vyniká Oběšenec na zvonu. Oběšenec má otevřená ústa, vyhřezlé útroby a kolem poletují havrani.

### Válečná alba

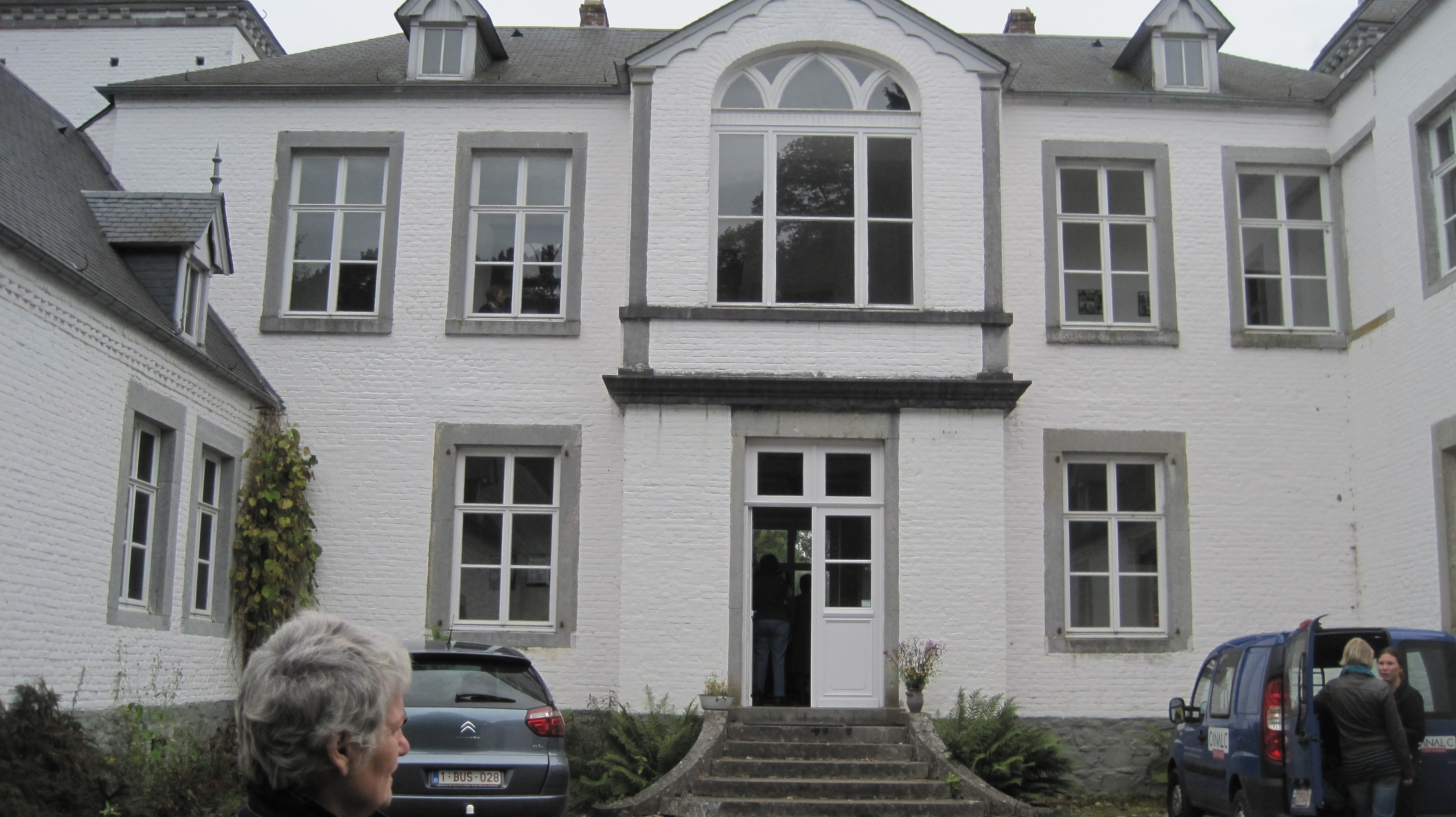
Zámek Thozée, dočasné bydliště Féliciena Ropse

Rops se zúčastnil francouzsko-pruské bitvy u Sedanu, ve které byl zajat Napoleon III. Válečné hrůzy, kterých byl svědkem, se odrazily v jeho tvorbě. Zamýšlené album mělo být cyklem dvanácti litografií. Na kresbě Epidemie, Endemie (Épidemies, Endémies) z roku 1870 zobrazil těla zduřená hnilobou, mraky zakrývají slunce. Album nikdy nevyšlo, politická situace po porážce Francie to nedovolila. V litografii U trapistů (Chez les Trappistes) ukázal Rops svůj antiklerikalismus a nedůvěru ke katolické církvi, hlásající mravní hodnoty, které sama nedodržuje. Mniši stoji kolem otevřené knihy, na jejíž stránkách je možno číst nápis Zničení Sodomy (Destruction de Sodome). Tváře mnichů vyjadřují úlisnost a chtivost, tvář novice pak spíše zděšení z osudu Sodomy. Satan i hřích je pro Ropse pouhá konstrukce církve, obé skrze své učení církev předává dál. Ropsův vzkaz vyjadřuje nápis pod litografií: „U trapistů vštěpují dětem morálku ústy, neb ta jediná církev otevírá.“ V roce 1863 vytvořil Rops litografii Valonský pohřeb (Un enterrement au pays wallon). V této kresbě se vyrovnával se smrtí svého otce. Sebe ukazuje jako malého chlapce, který stojí čelem k hrobu. Malá postavička je oddělena vykopaným hrobem od kněze, dvou ministrantů, kostelníka a hrobníka s lopatou. Kněz s ministranty jsou zobrazeni jako lhostejné, pyšné a ješitné karikatury. Rops opět vyjádřil svůj kritický pohled na belgickou společnost, která považovala církev za ústřední hodnotu svého života.

### Zámek Thozée

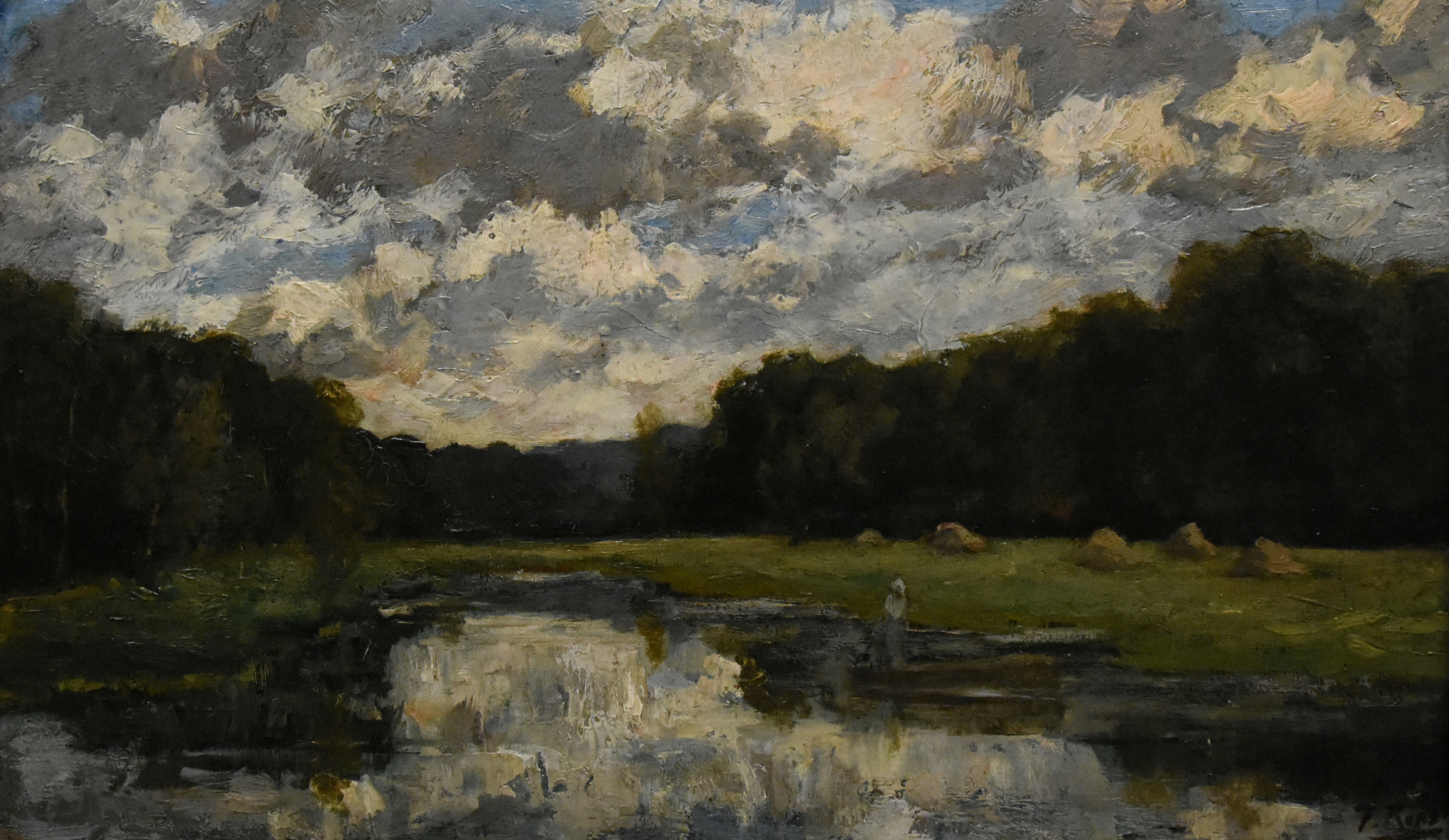
Meer van Bambois, Musée Félicien Rops Namen

Zámek Thozée navštívil Rops poprvé v roce 1852. Seznámil se zde se svou budoucí ženou, dcerou namurského soudce, Charlotte Polet de Faveaux. Manželům se narodil 7. listopadu 1857 syn Paul a 18. října 1859 dcera Juliette. Ta v roce 1865 zemřela na meningitidu. Rops si zámek velmi oblíbil a trávil zde mnoho času nejen jako umělec, ale i jako manžel Charlotty. Maloval zde, odpočíval a setkával se s přáteli. Okolí zámku se stalo postupně motivem mnoha jeho obrazů. Mezi nejcennější obrazy motivované okolím zámku patří:
- Rybník Bambois (Ĺ Étang de Bambois)
- Máza v Anseremme (La Meuse à Anseremme)
- Podrost na podzim (Soui-bois en automne)
- Krajina Moligneé (Paysage de la Moligneé)
- Břehy Lesse (Les Bords de la Lesse)

Se svými kolegy z časopisu Uylenspiegel udržoval stále kontakty, ale postupem času začal stále častěji jezdit do Paříže. Kontrast mezi bohémským, nevázaným životem v Paříži a klidem rodinného života na zámku se stále prohluboval. Poslední návštěvu motivovanou malováním uskutečnil Rops v roce 1872. To již na něho v jeho pařížském ateliéru čekaly dvě sestry, švadlenky Aurélie a Léontine Dulucovy. Rozkol v manželství uspíšilo nejen narození dcery Claire, kterou mu porodila Léontine. Mimomanželské vztahy, nemanželské dítě, nevázaný život v Paříži, to vše by mu Charlotte odpustila. Ale poměr s mladičkou operní pěvkyní Alicí Renauxovou, která vtrhla na zámek a ztropila Charlottě žárlivou scénu, to už bylo moc i na tolerantní Ropsovu ženu. Melancholické plátno Krajina Thozeé (Paysage de Thozeé) z roku 1874 ukazuje opuštěnou Charlottu, která smutně kráčí pěšinou v parku, v pozadí neklidné vody jezírka.

### Setkání s Baudelairem
Rops a Baudelaire se stali velkými přáteli. Ropse básníkova sbírka Květy zla, ve Francii zakázaná, se stala tématem mnohých Ropsvých děl. Měli společné názory, pohrdali veřejným míněním, příznačná byla společná snaha o nezávislost, zájem o erotiku, cynismus a oba byli posedlí smrtí. Jejich setkání se uskutečnilo 24. dubna 1864. Baudelair měl o Ropsovi vysoké mínění: „V Belgii není žádné umění. Vytratilo se ze země. Není tu žádný umělec – kromě Ropse.“ Rytina Smrt, která tančí (La mort qui danse) a olejomalba Maskovaná smrt na maškarním bále (La Mort au bal masqué) vznikly na motivy Baudelairovy básně Tanec smrti. Rops ukazuje smrt jako koketní tanečnici v botách na vysokém podpatku, její klobouk je zdobený květy. Kostra vyzařuje sexuální nevázanost, zdůrazněné vzdutou sukní, lascivním pohybem pavoučích prstů, jimiž si smrt pozvedá sukénku a odhaluje kostnaté nohy a hýždě. Smrt obrací tvář jako svádivý, ale smrtící had. Rytiny koster byly původně určeny k ilustraci básníkovy sbírky Květy zla. Uplatnění došly až ve frontispisu Baudelairovy sbírky 23 básní Trosky (Les Épaves). Rops byl svědkem posledních Baudelairových dnů v Belgii. Básník se zhroutil v chrámu Saint-Loup v Namuru. Několik dní ležel na zámku Thózée, posléze byl převezen do Paříže, kde 31. srpna 1867 zemřel. Spolupráce s Baudelairem měla pro Ropse velký význam. Nasměroval jej k absurdní umělecké nadsázce, tématu ošklivosti, zobrazení vnitřní rozervanosti, využití prostředků imaginace k umělecké destrukci reality.

### Paříž
V roce 1874 se Rops definitivně usadil v Paříži. Bylo to pro něho ekonomicky složité období, navíc se musel vyrovnat s odloučením od syna Paula, který zůstal u jeho ženy Charlotty. Paříž se stala pro Ropse symbolem moderního života. Častým tématem jeho děl z tohoto období byli osudy žen – prostitutek. Zobrazoval je nejen jako oběti alkoholu, bídy, zoufalství a pohlavních nemocí, ale na druhou stranu ukazoval ženy jako bytosti manipulativní, dominantní a emancipované. Z tohoto období pochází Pijačka absintu (Buveuse d'absinthe), Věk a svoboda (Âge et liberté), věnující se tématu prostitutek, či série Žena a loutka (La Dame au pantin et à l'éventail), ukazující ženu jako manipulátorku a vládkyni. V roce 1869 potkal Rops dvě švadlenky – sestry Dulucovy, sedmnáctiletou Léontine a patnáctiletou Aurélii. Staly se mu celoživotními družkami. V roce 1872 Léontine porodila Ropsovi dceru Claire, v roce 1872 Aurélie syna Jacqua, ten ovšem po několika dnech zemřel na embolii. Sestry se úspěšně věnovaly módnímu návrhářství a šití modelů. Rops pro jejich salon nejen navrhoval módní kreace, ale také zajišťoval zahraniční obchodní kontakty. Sestrám se dařilo, jejich salon byl vyhledávaným módním závodem. Rops v Paříži nejprve pracoval v ateliéru Rue du Bac na levém břehu Seiny, o který se dělil s malířem Louisem Artanem. Příliš mu to nevyhovovalo, proto se v listopadu 1879 přestěhoval do vlastního ateliéru v Rue Labie, ve čtvrti, kde sídlili akademičtí malíři, tvořící opozici k takovým umělcům sídlícím na Montmartru jako Manet, Degas, Renoir a další. V roce 1880 si zařídil ještě malý ateliér v Rue de Richelieu. V květnu 1889 si pronajal ateliér ve středu Paříže, na náměstí Place Boieldieu. Poslední ateliér, který si vybudoval v roce 1894 na Rue du Marché-des-Blancs-Manteaux ve čtvrti Marais, Ropse nadchl krásným výhledem, ale v té době už jeho umělecká imaginace vyhasínala. Žádné výrazné dílo zde nevytvořil.

### Dům na La Demi-Lune
V roce 1884 Rops koupil dům La Demi-Lune v Corbeil-Essonnes, kde pak trávil každé léto. Přijímal zde návštěvy přátel a užíval klidu venkovského života, přestože ještě v roce 1895 udržoval svůj pařížský ateliér. V roce 1896 se uskutečnila jeho retrospektivní výstava v Hôtel Druot v Paříži. V té době už Rops své venkovské sídlo neopouštěl. Trápila ho oční choroba, těžká cukrovka, přibýval na váze. Cítil se fyzicky i psychicky oslabený. Zemřel na selhání srdce v péči sester Dulucových a své dcery Claire s jejím manželem, belgickým spisovatelem Eugénem Demolderem (1862–1919). Sídlo zůstalo i po jeho smrti centrem intelektuálního života. Navštěvovali ho například herec Lucien Guitry (1860–1925), herec a dramatik Sacha Guitry (1885–1957) a básník Alfred Jarry (1873–1907).

## Přehled Ropsova díla a stručný životopis
- 1833 Narození Féliciena Ropse
- 1843 Počátek studia na jezuitském gymnáziu Notre-Dame de la Paix v Namuru, vytváří první karikatury
- 1848 Halasná procházka po Salonu 1848 , výtvarný debut
- 1849 vyloučení z gymnazia, smrt otce, první akty
- 1851 Rops odchází z Namuru do Bruselu
- 1852 Le Charivari publikuje Ropsovy politické satiry
- 1853 stává se členem skupiny Le cercle des Crocodiles, v jejím periodiku publikuje své litografie například: Zjevení komety Krokodýl léta Páně 1853 (Apparition de la comète Le Crocodile en ľan de grâce 1853)
- 1854 vzniká satirická série Kozáci, invaze na Salon roku 1854 (Les Cosagues, invasion au Salon de 1854)
- 1856 zakládá svůj časopis Uylenspiegel, journal des ébats artistiques et littéraires
- 1857 realizace první knižní ilustrace, frontispis a obálka Vlámské legendy (Légendes flamandes), sňatek s Charlottou
- 1858 publikování litografie Medaile za Waterloo (Médaille de Waterloo) a U trapistů (Chez les Trappistes)
- 1859 realizace listů Trest smrti (La peine de mort) a Věk a svoboda (Age en liberté)
- 1862 frontispis knihy Anekdotické dějiny pařížských kaváren a kabaretů, předseda klubu Cercle Nautique de Sambre et Meuse
- 1863 vznik litografie Valonský pohřeb (Un enterrement au pays wallon) a Řád vládnoucí ve Varšavě (Ĺ Ordre règne à Varsovie)
- 1864 ilustrace knihy Pařížské kythiry: Anekdotické dějiny pařížských plesů (Les Cythéres parisiennes: Histoire anedoticque des bals de Paris), Gamiani aneb dvě výstřední noci (Gamiani ou Deux nuits ďexcès) nebo Serre-Fesse: tragédie-parodie
- 1866 frontispis sbírky Trosky (Les Épaves) a list Mors syphilitica
- 1867 ilustrace knihy Čtení o Ulenspieglovi a jeho rekovných a veselých příhodách (Légende et les aventures ďUylenspiegel)
- 1868 podílí se na založení Société libre des Beaux Art, vytváří list Manette Salomon
- 1869 podílí se na založení Société Internationale des Aquafortistes, vytváří list Pijačka absintu (Buveuse ďabsinthe)
- 1870 bitva u Sedanu, po této zkušenosti vytváří Rops své válečné album (album de guerre), které nebylo zveřejněno
- 1873 kresba Žena a loutka a vějíř
- 1874 Rops definitivně přesídlil do Paříže
- 1876 akvarel Pijačka absintu
- 1878 Pornokrates - Dáma s prasetem (Pornocratès - La Dame au Cochon), Pokušení svatého Sto nenáročných skic pro potěšení řádných lidí (La Tentation de Saint Antoine), vrcholná díla Féliciena Ropse
- 1879 listy Transformismus č. 1-3 (Transformisme n. 1-3)
- 1880 frontispis Kristus ve Vatikáně (Le Christ au Vatican)
- 1881 dokončení  Sto nenáročných skic pro potěšení řádných lidí
- 1882 dokončení cyklu Satanské (Les Sataniques)
- 1883 frontispis Román jedné noci: komedie (Roman ďune nuit: comédie)
- 1884 frontispis Svrchovaná neřest (Le Vice suprème)
- 1886 Rops ilustroval knihy Ďábelské novely (Les Diaboliques) a Zvídavá! (Curieuse!)
- 1887 frontispis knihy Citové zasvěcení (Ĺ Initiation sentimentale), cestuje do Ameriky
- 1888 frontispis Ztracené srdce (A coeur perdu) nebo Milenka Kristova: evangelická scéna ve verších (Ĺ Amante du Christ: scène évangélique en vers)
- 1893 poslední Ropsův frontispis Polibky smrti (Les Baisers morts)
- 1898 Félicien Rops umírá ve svém sídle La Demi-Lune[1]

## Galerie

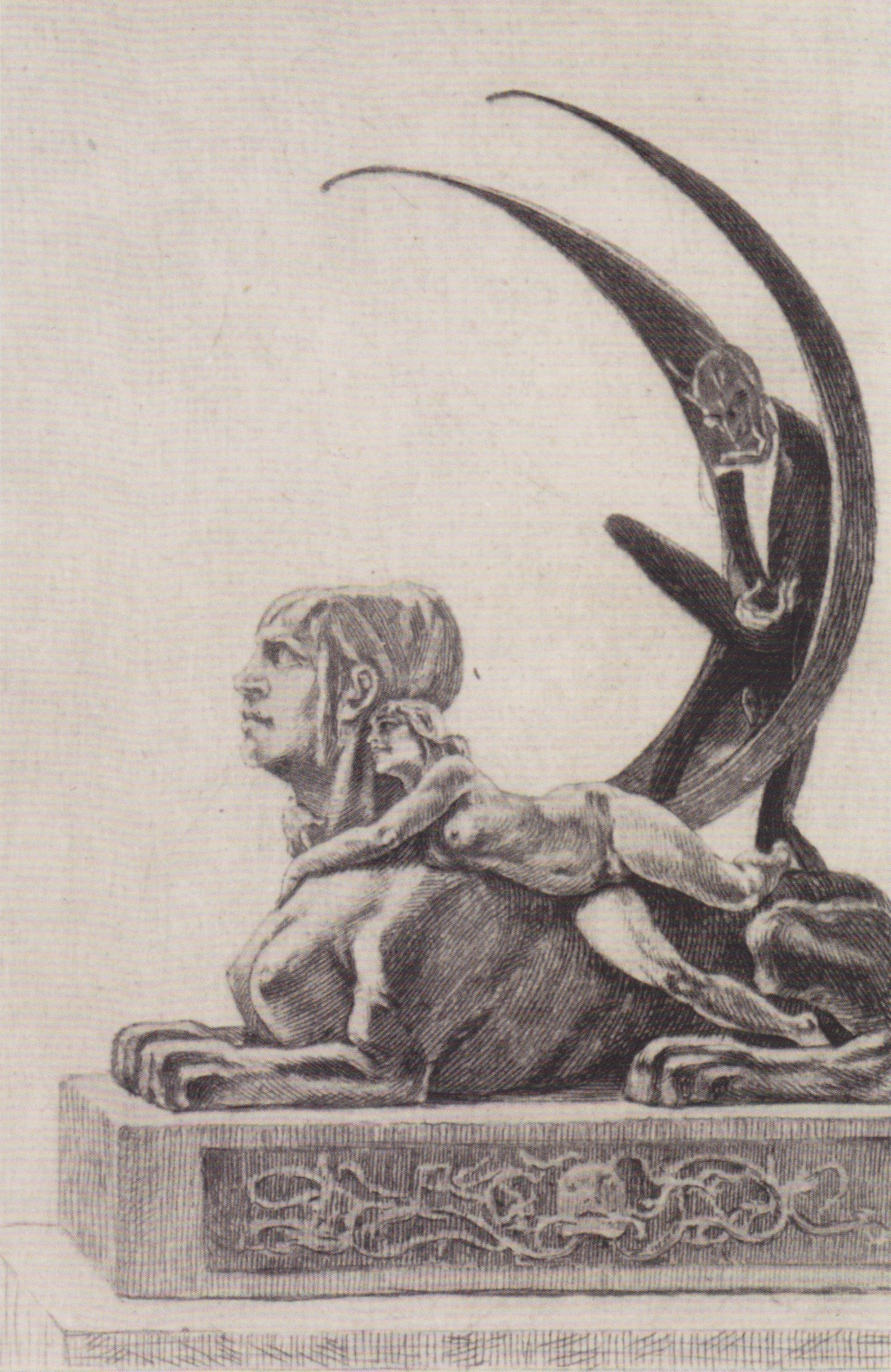
Sfinga rozm: 28x20,9 cm technika: grav. foto umístění: Belgie, Namur, Muzeum Félciena Ropse
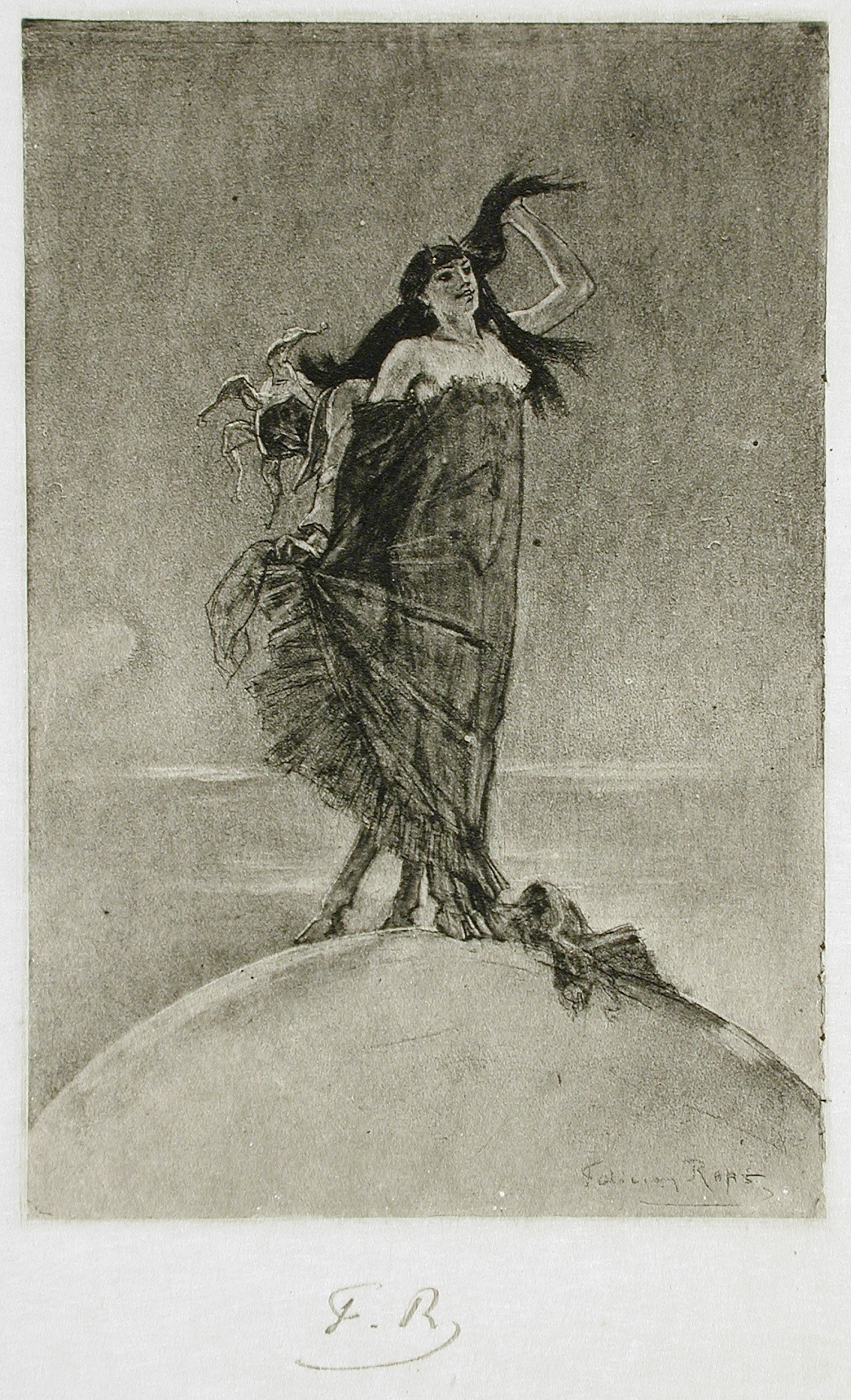
Žena a bláznovství vládnou světu rozm: 16,99x12,07 cm technika: tisk, kresba umístění: Los Angeles County Museum of Art (LACMA), USA
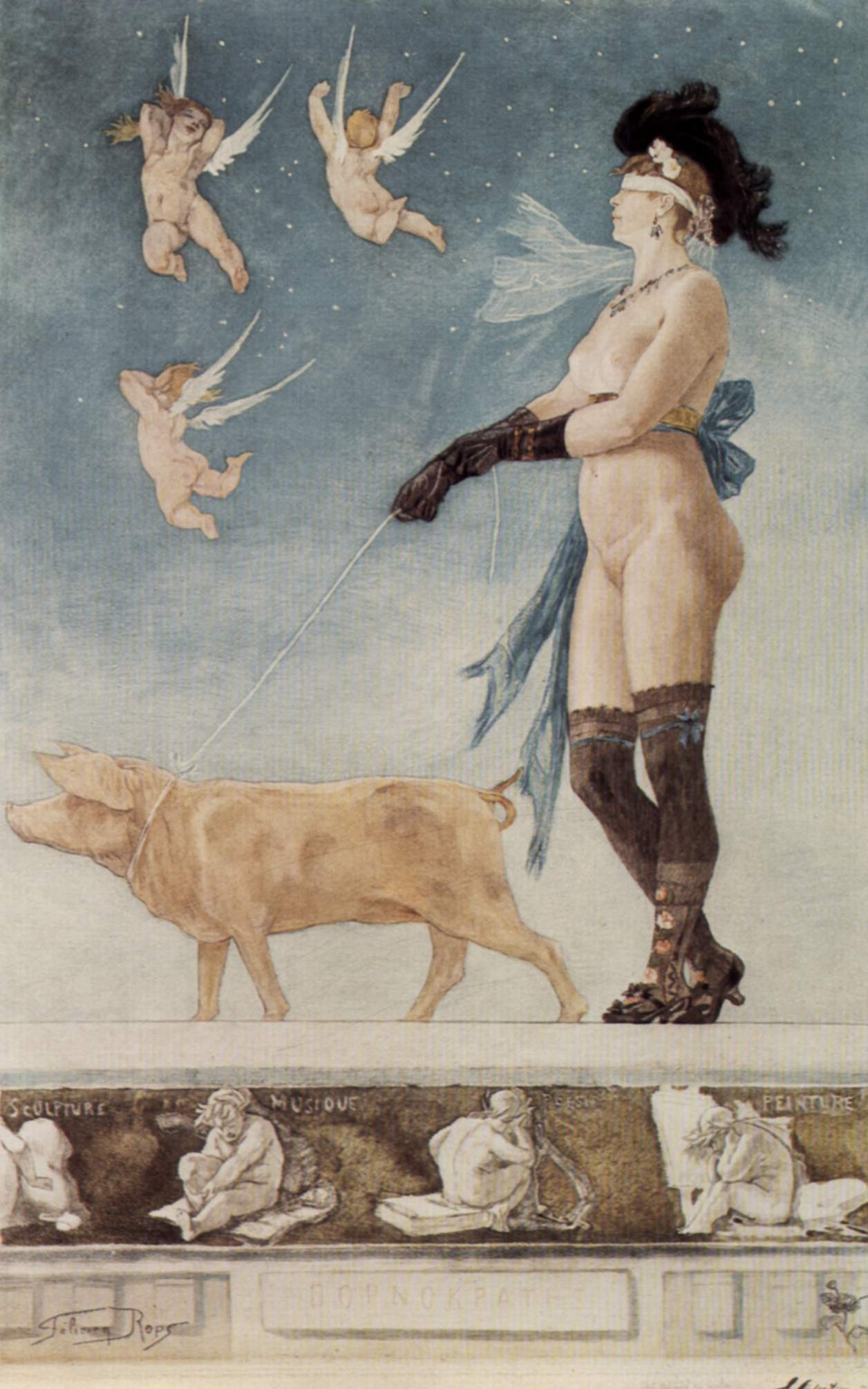
Pornokratès rozm: 70x45 cm technika: akvarel, pastel, kvaš, umístění: Namur,Vallonia,Belgie
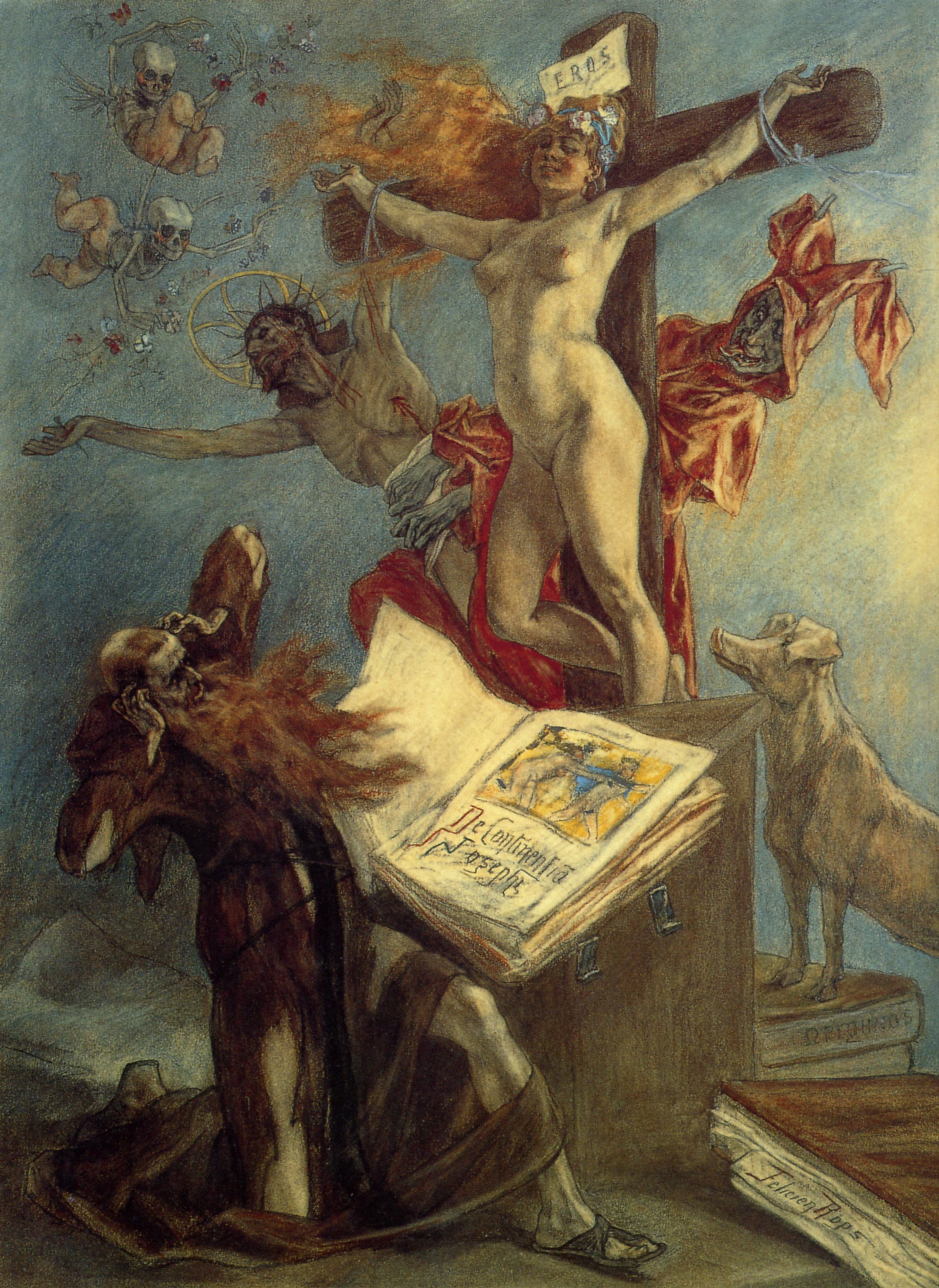
Pokušení svatého Antonína technika: akvarel, pastel, kvaš, umístění: Bibliothèque royale de Belgique
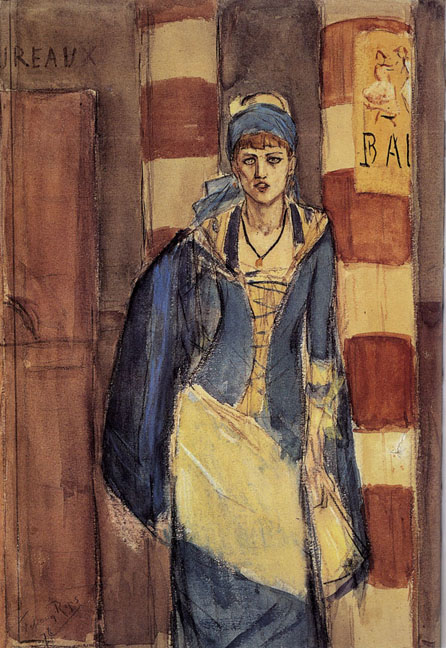
Pijanka absintu technika: akvarel, kvaš umístění: Bibliothèque royale de Belgique
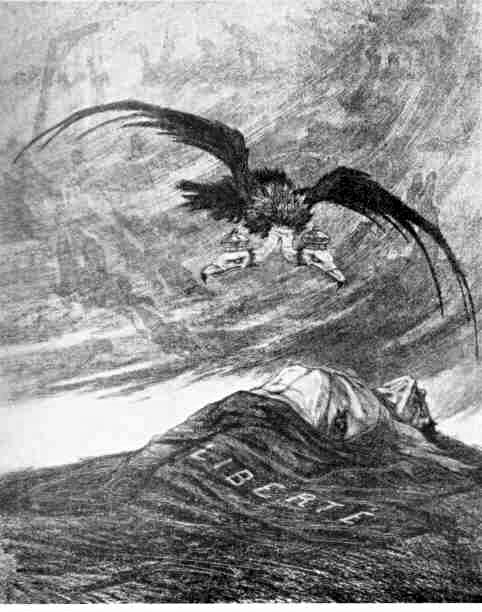
Ve Varšavě vládne pořádek technika: litografie
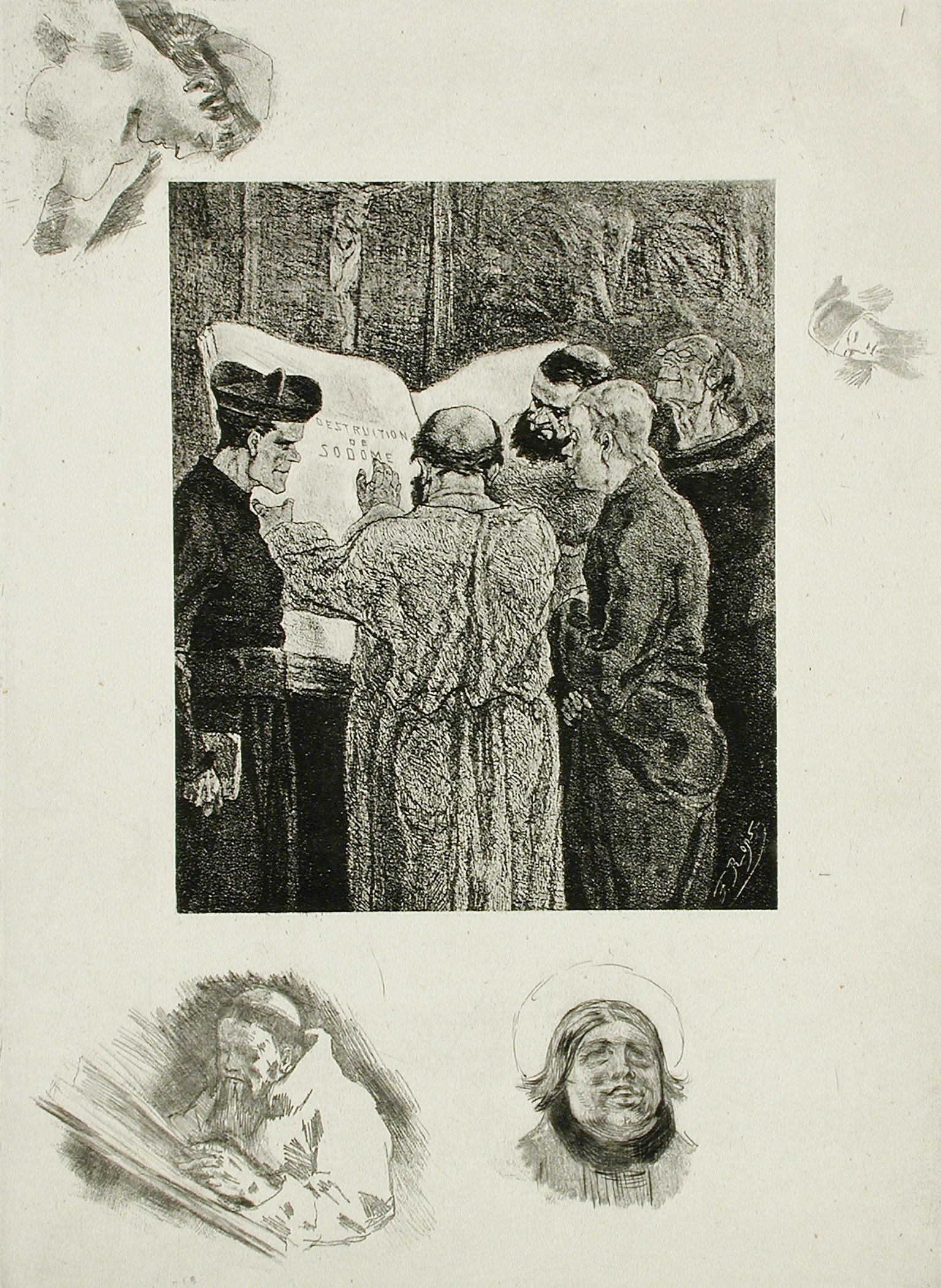
U trapistů rozm: (22,86 x 16,67 cm technika: litografie, lept umístění: Los Angeles County Museum of Art (LACMA), USA
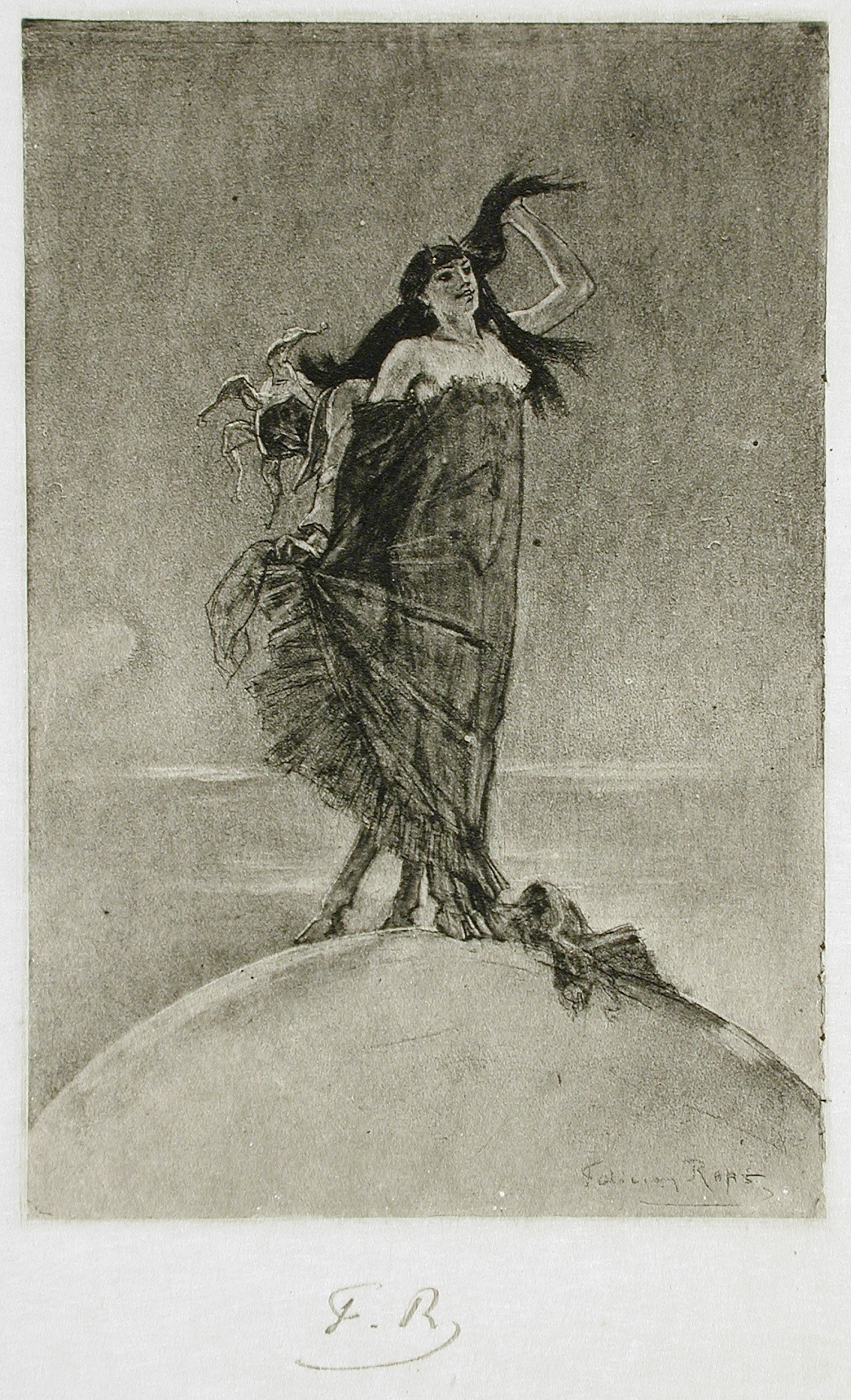
Žena a bláznovství vládnou světu rozm: 16,99x12,07 cm technika: akvarel, barevná tužka, kvaš, umístění: Los Angeles County Museum of Art (LACMA), USA
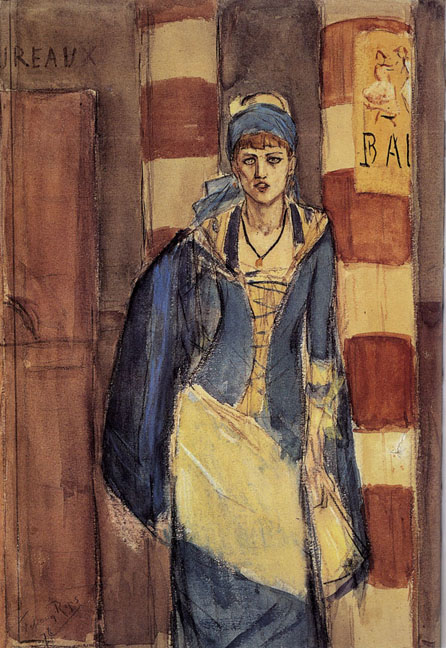
Pijačka absintu technika: akvarel, barevná tužka, kvaš, umístění: Bibliothèque Royale, Cabinet des estampes, Bruxelles
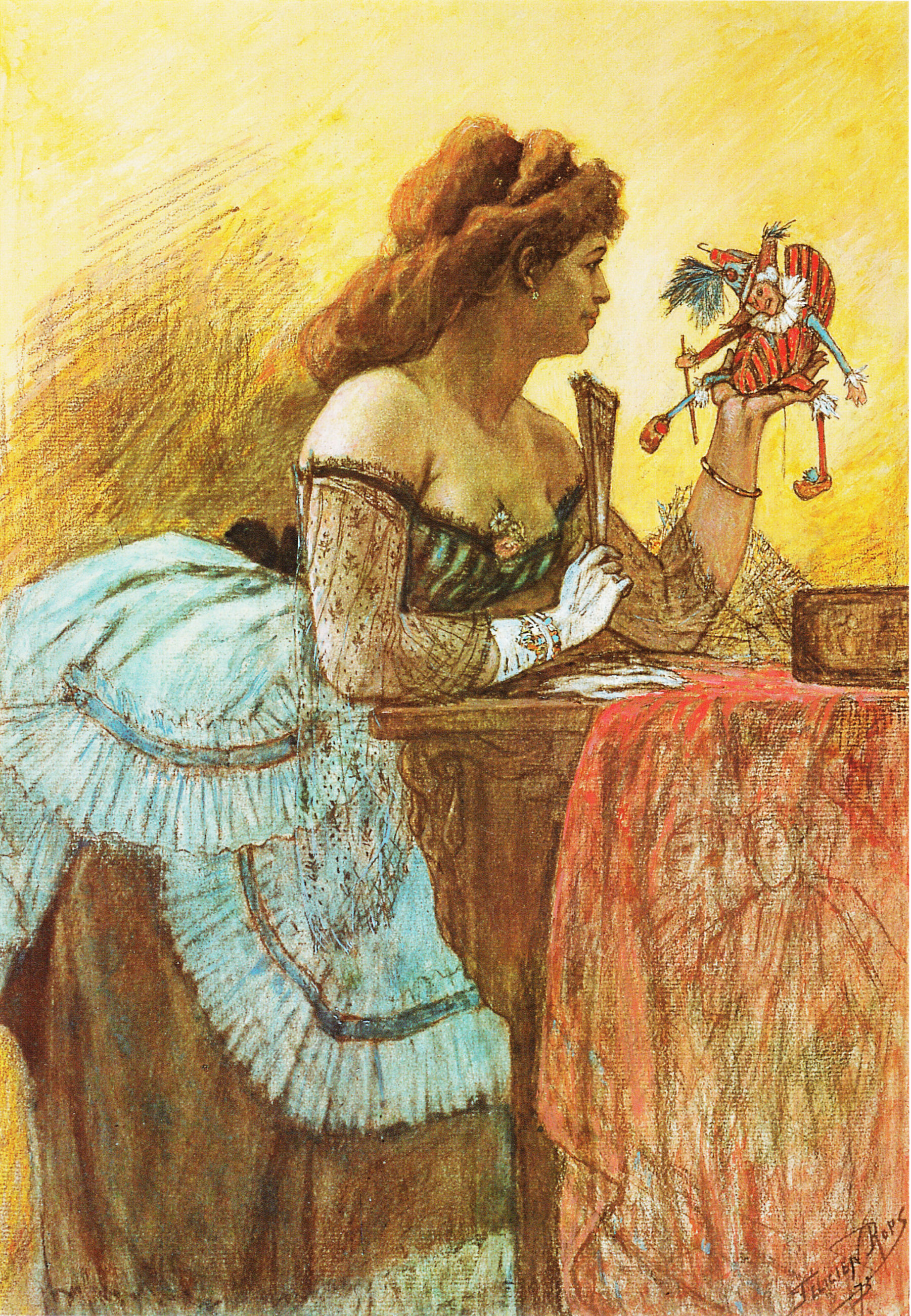
Žena a loutka a vějíř rozm: 32x22 cm technika: akvarel, barevná tužka, kvaš umístění: Namur,Vallonia,Belgie
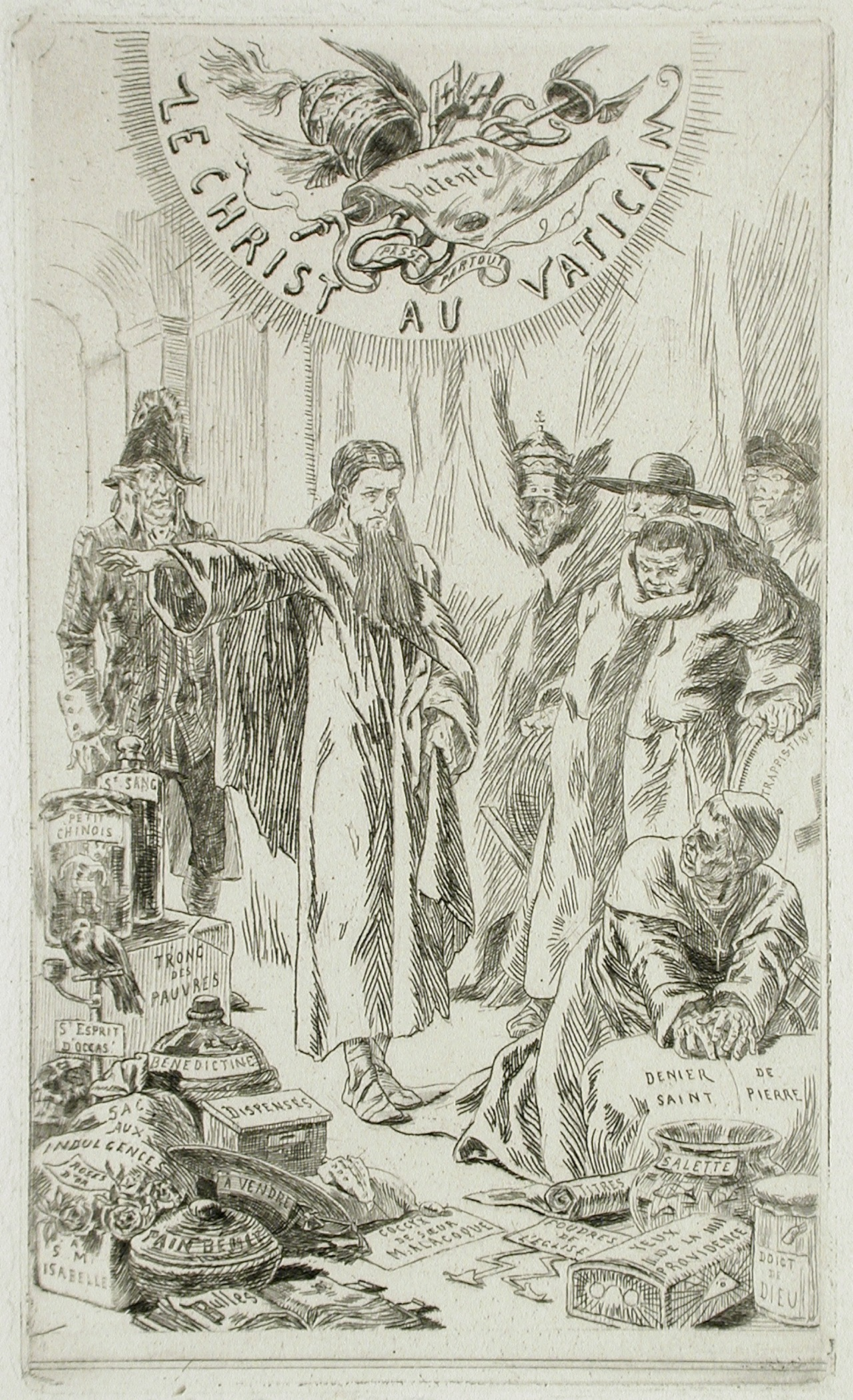
Kristus ve Vatikánu rozm: 13,34x7,94 cm technika: lept umístění: Los Angeles County Museum of Art (LACMA), USA
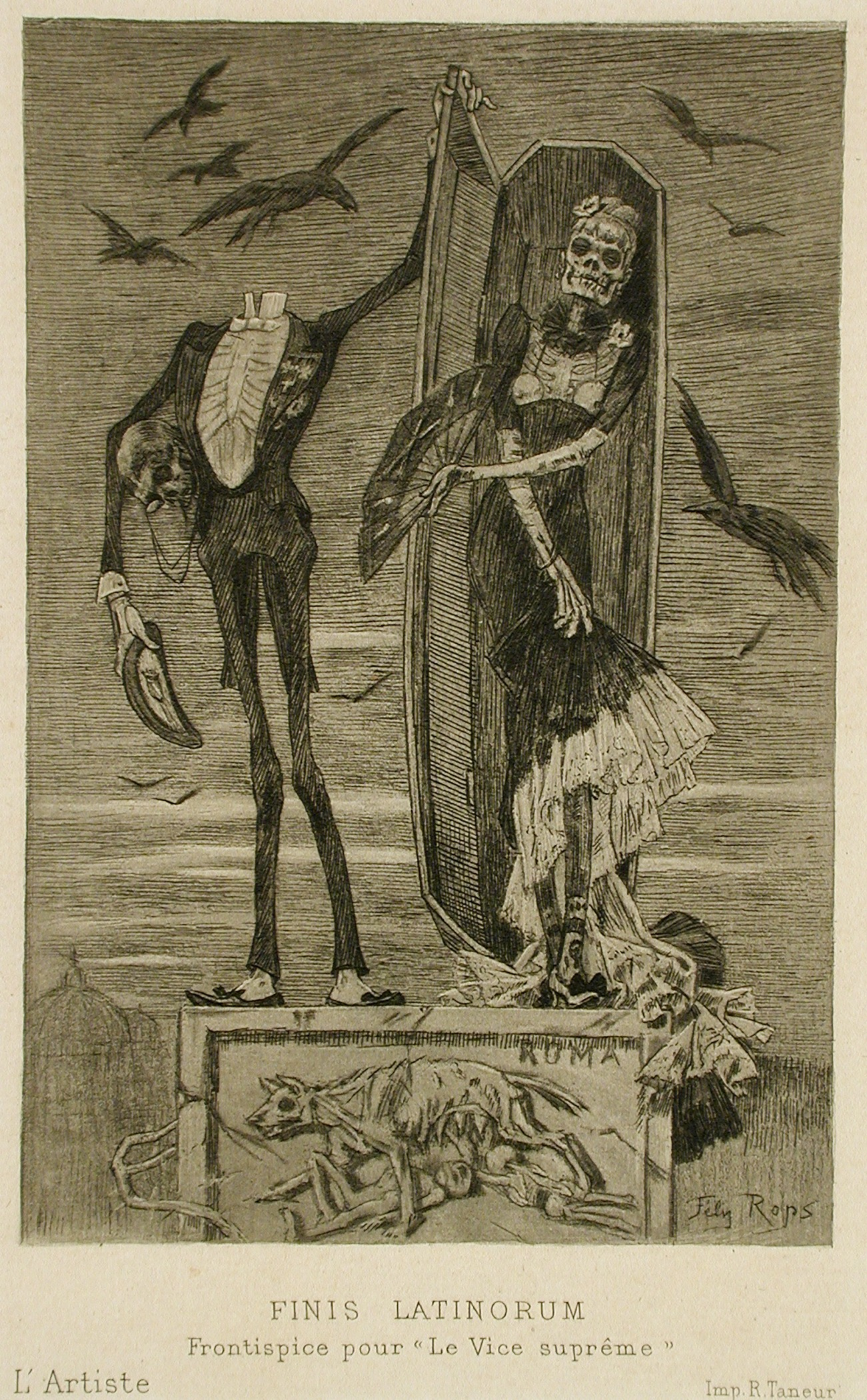
Svrchovaná neřest rozm: 14,92x9,84 cm technika: lept, tisk umístění: Los Angeles County Museum of Art (LACMA), USA
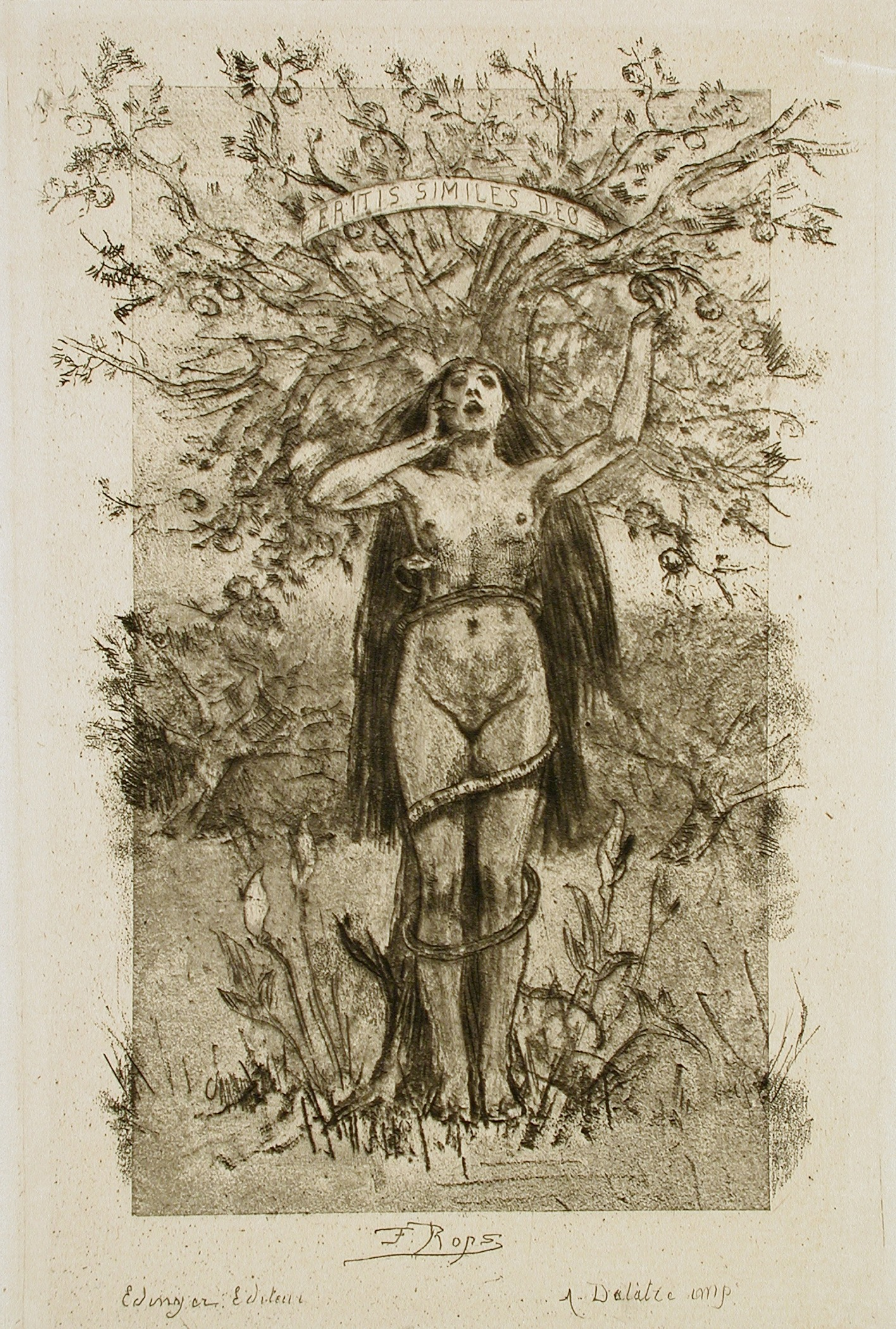
Ztracené srdce rozm: 16,67x10,85 cm technika: lept, tisk umístění: Los Angeles County Museum of Art (LACMA), USA
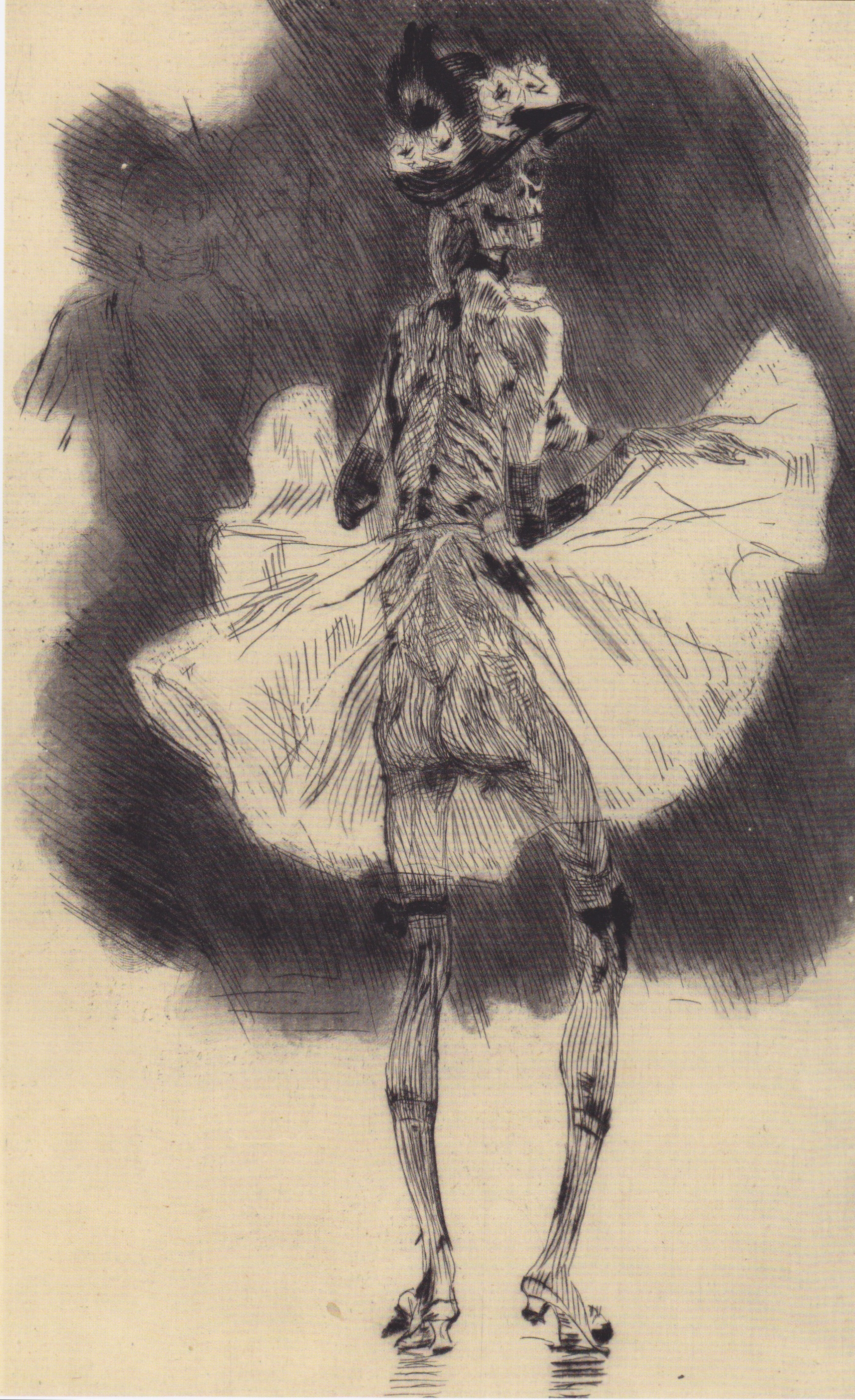
Smrt, která tančí rozm: 55x37 cm technika: lept umístění: soukr. sb.
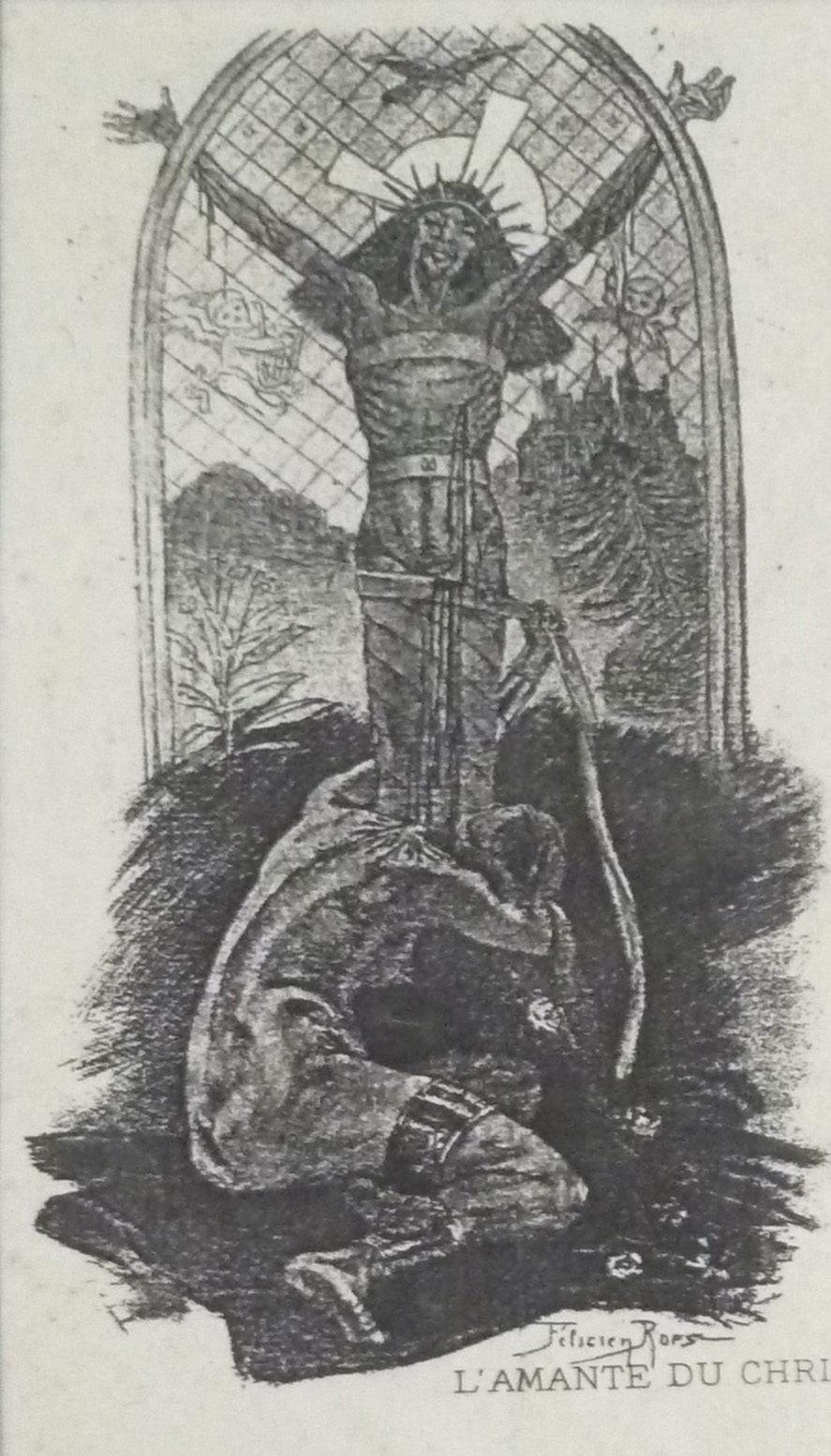
Milenka Kristova rozm: 21x11 cm technika: rytina umístění: soukr. sb.
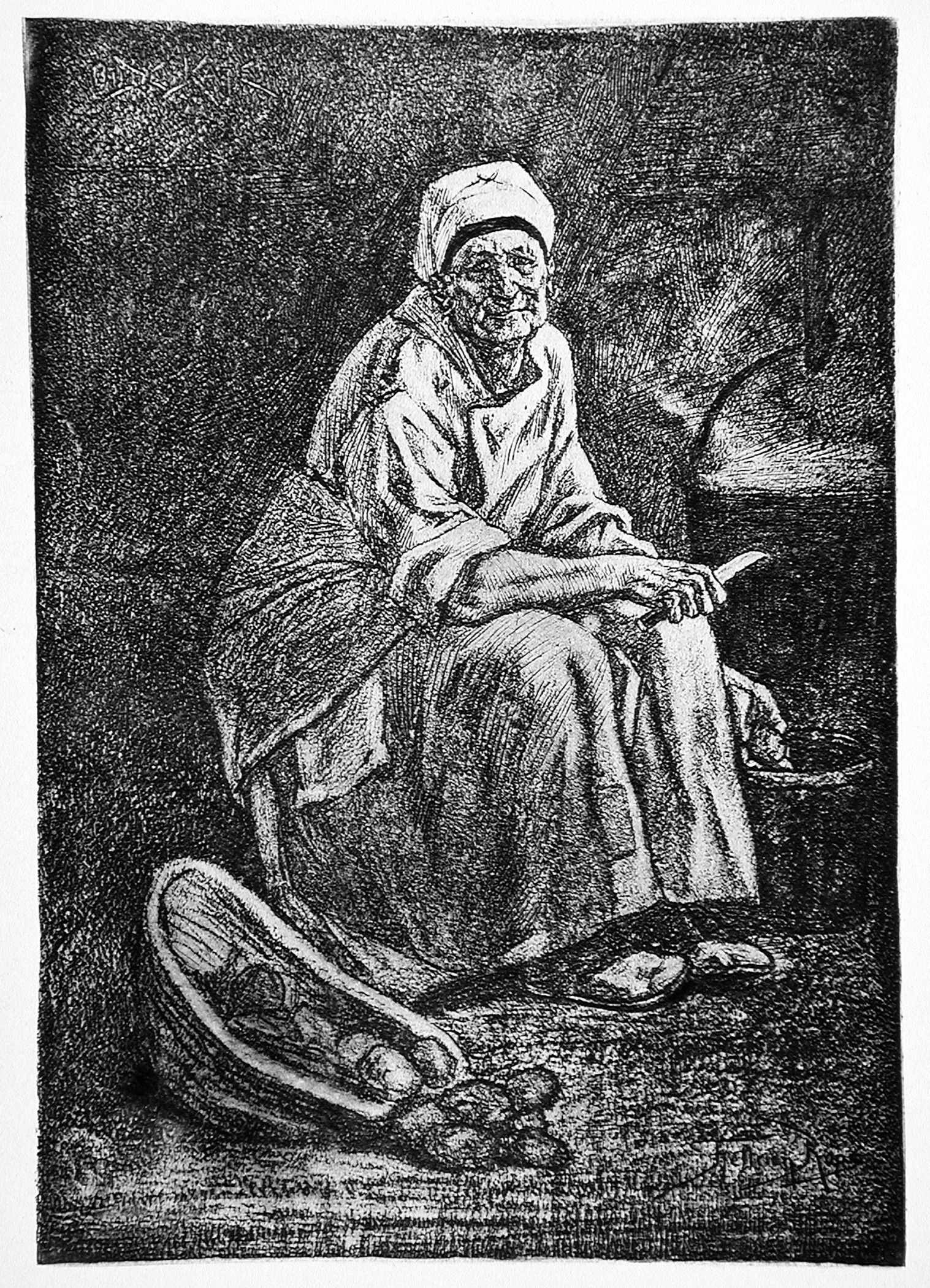
Stará Kateřina rozm: 25,87x19,52 cm technika: print, lept umístění: soukr. sb.
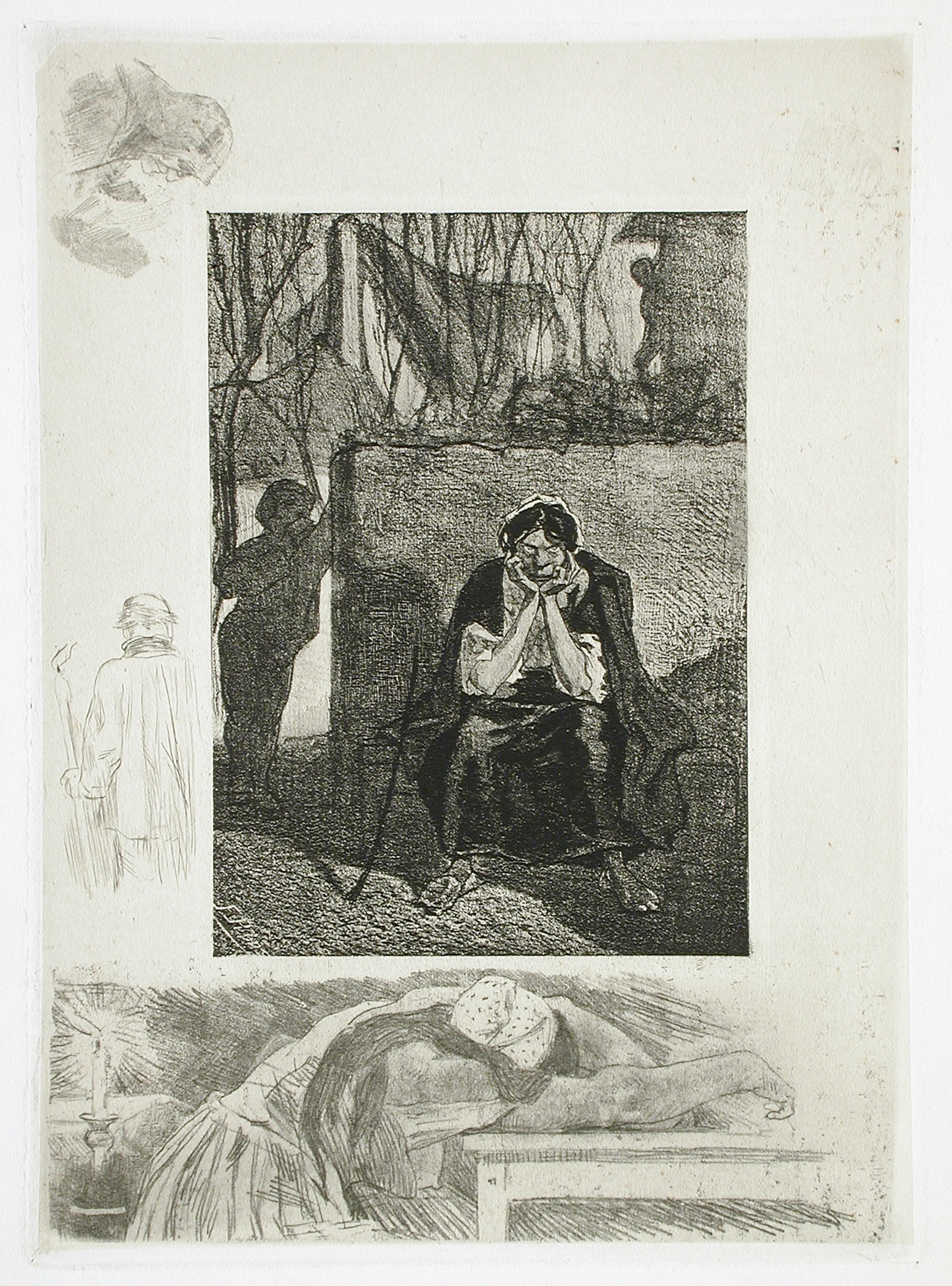
Hloupá Marie-Josefa rozm: 23,02x16,67 cm technika: lept umístění: Los Angeles County Museum of Art (LACMA), USA
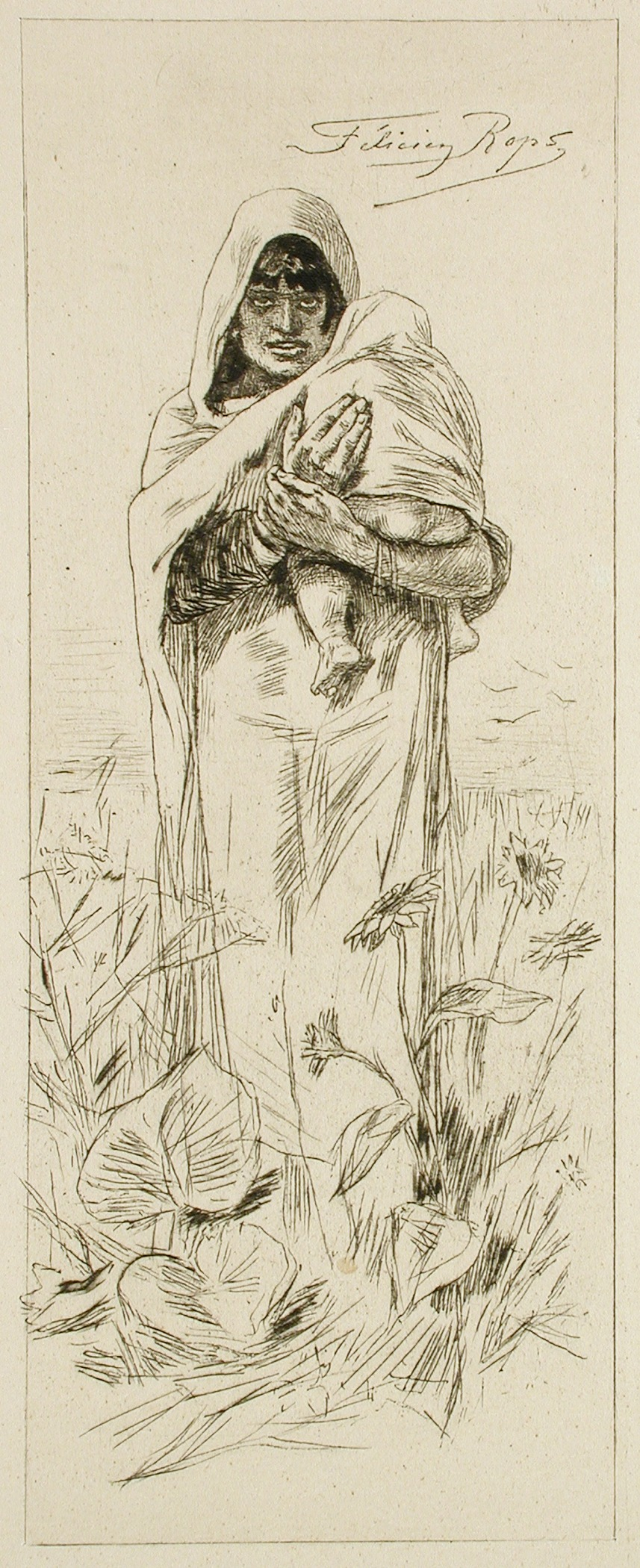
Tanec rozm: 25,24x11,59 cm technika: print, lept umístění: Los Angeles County Museum of Art (LACMA), USA
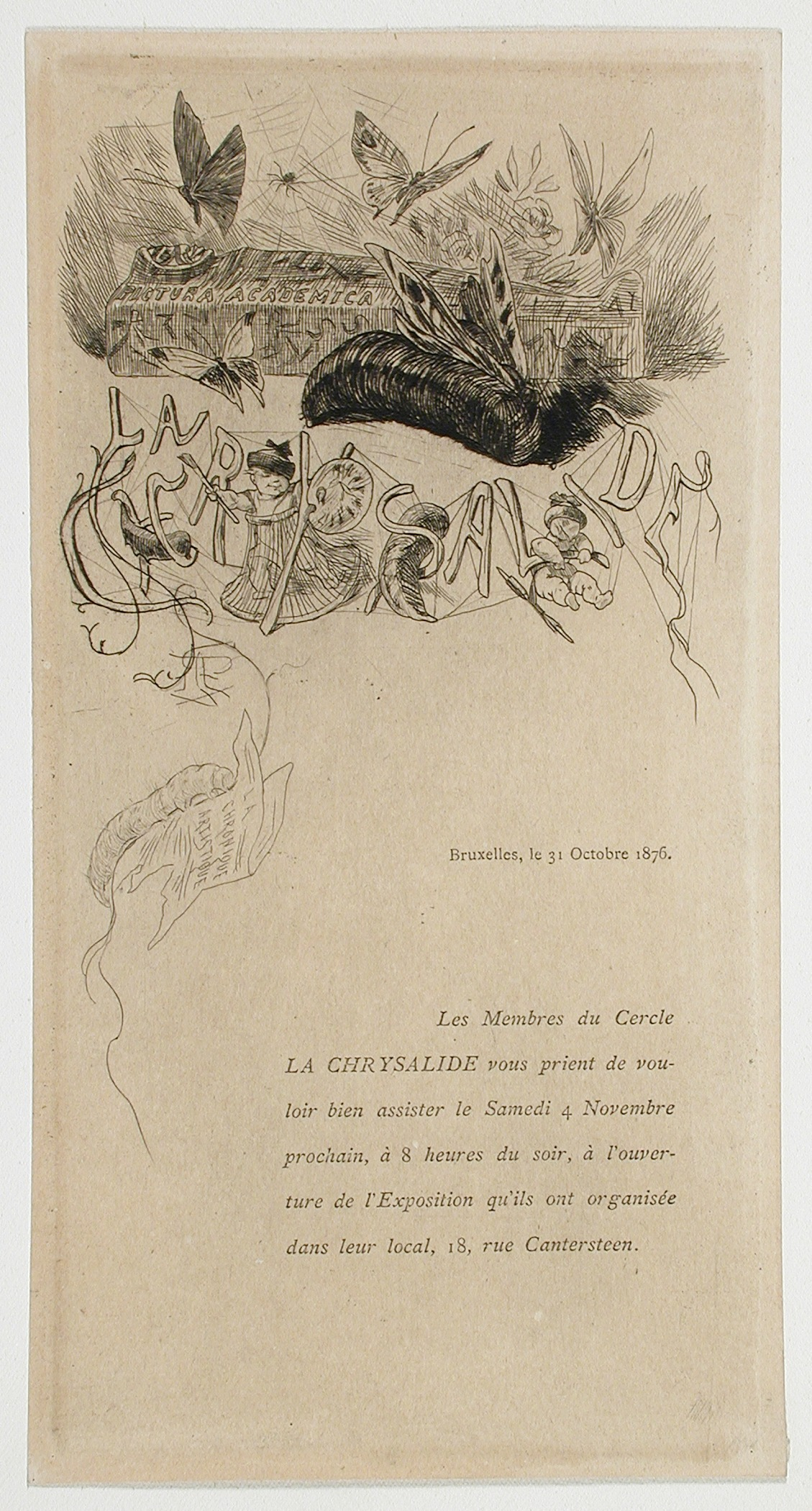
Chrysalide rozm: 24,77x12,7 cm technika: print, lept umístění: Los Angeles County Museum of Art (LACMA), USA
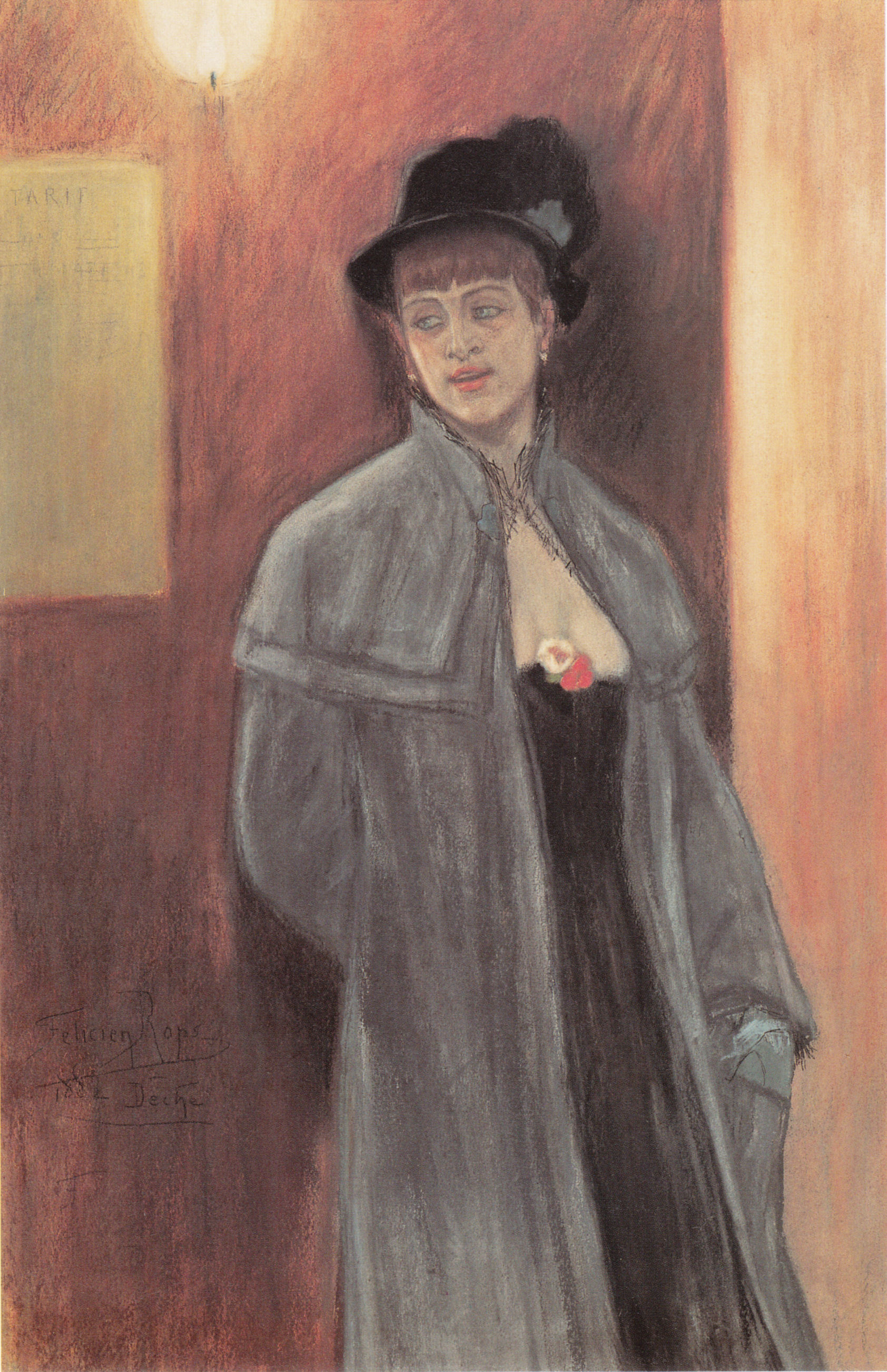
Věk a svoboda rozm: 45,5×30 cm technika: pastel, tužka umístění: Namur, Vallonia, Belgie
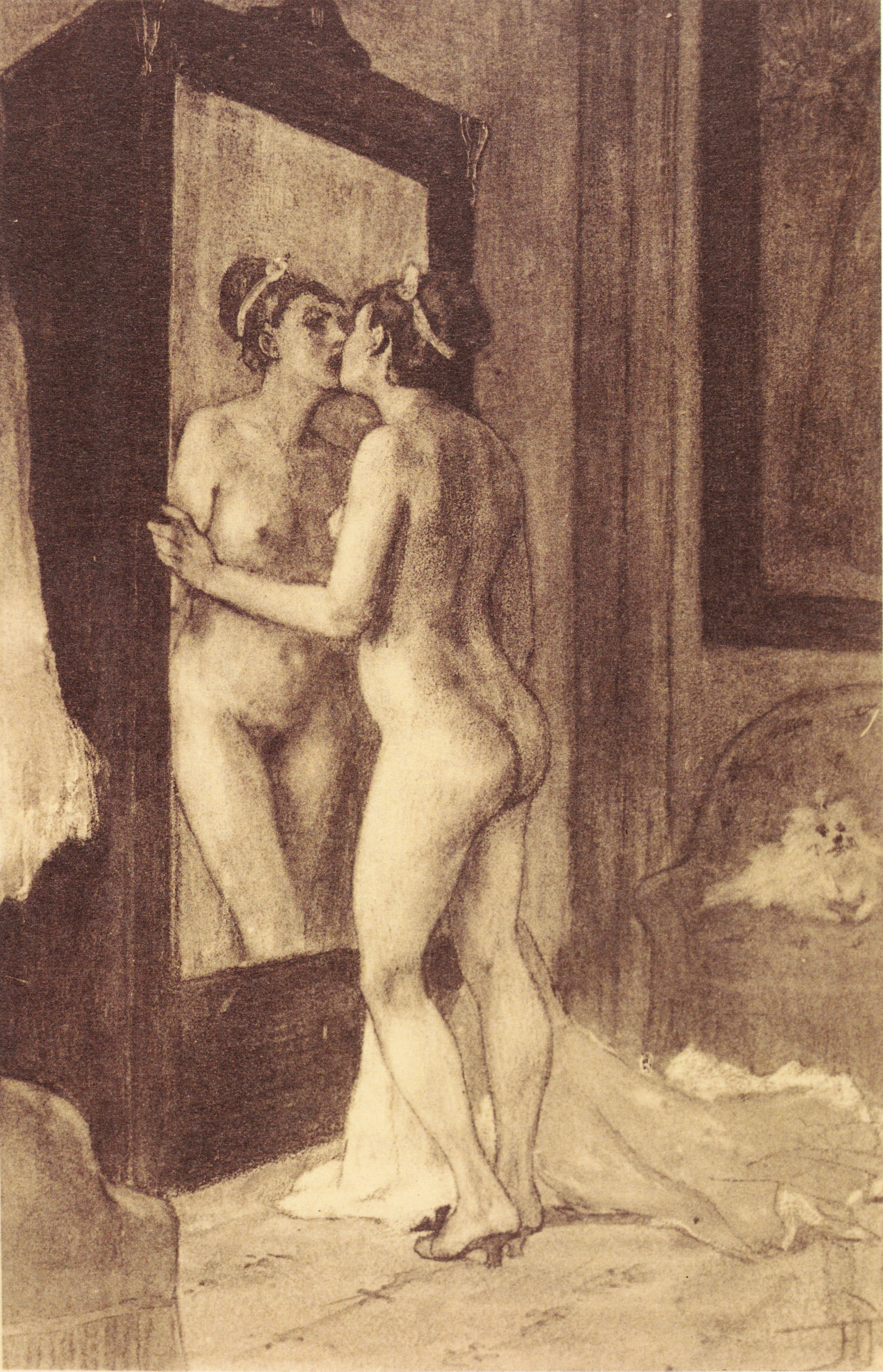
Selbstverliebt rozm: 22×15 cm technika: akvarel umístění: neznámé
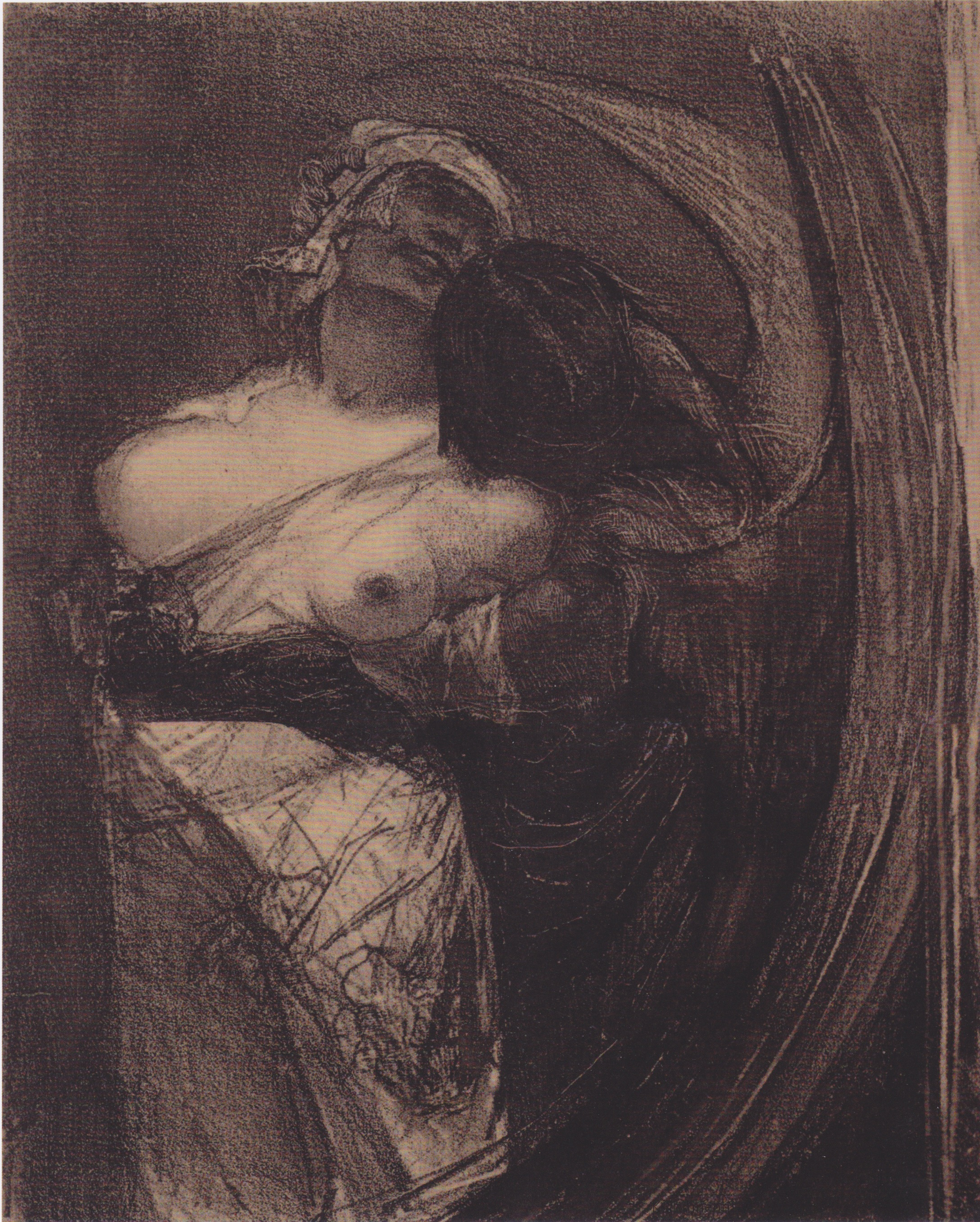
Chladný ďábel rozm: 17,2x13,7 cm technika: litografie umístění: Namur, Vallonia, Belgie
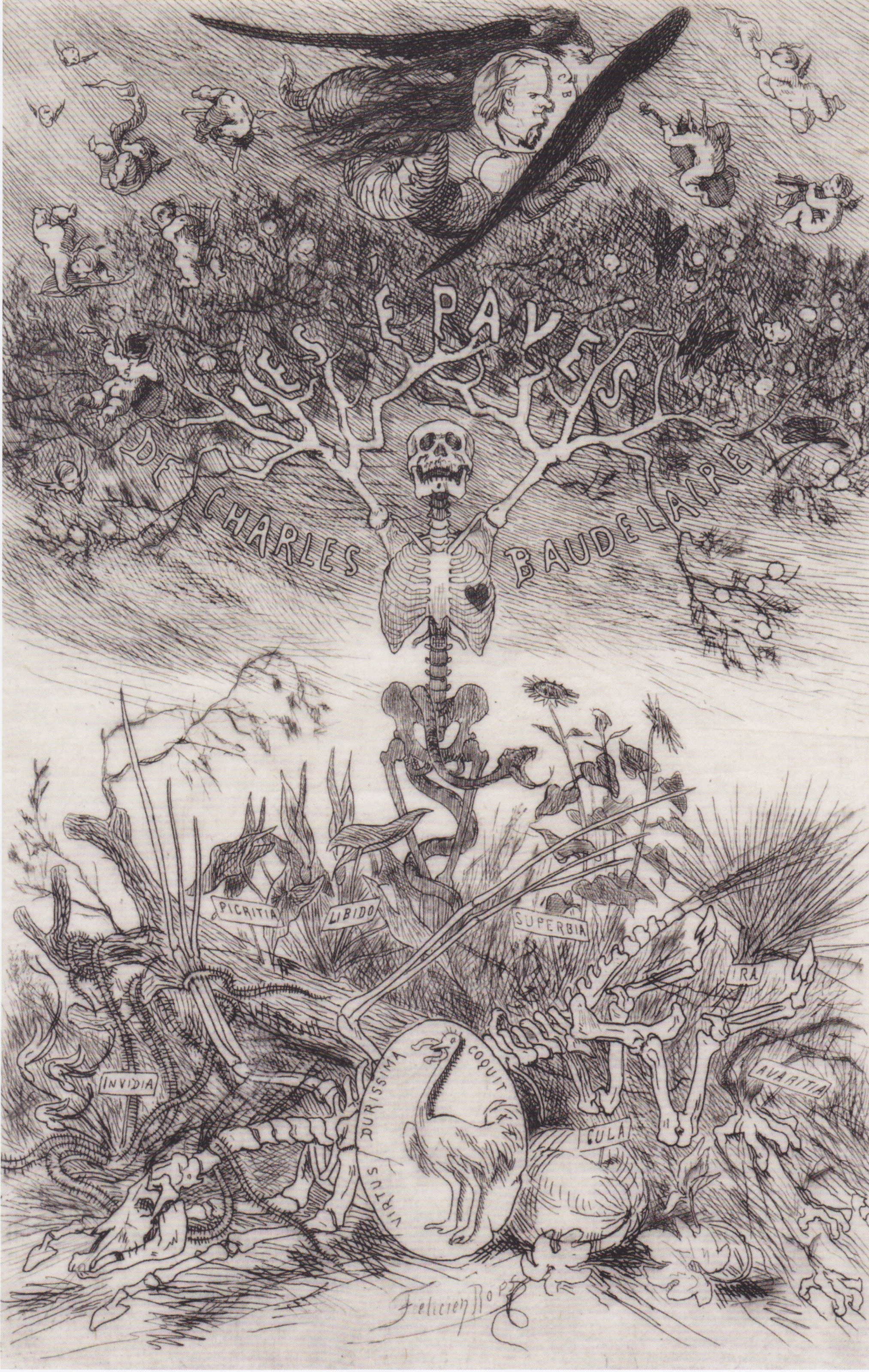
Útržky rozm: 16x13,31 cm technika: lept umístění: Namur, Vallonia, Belgie
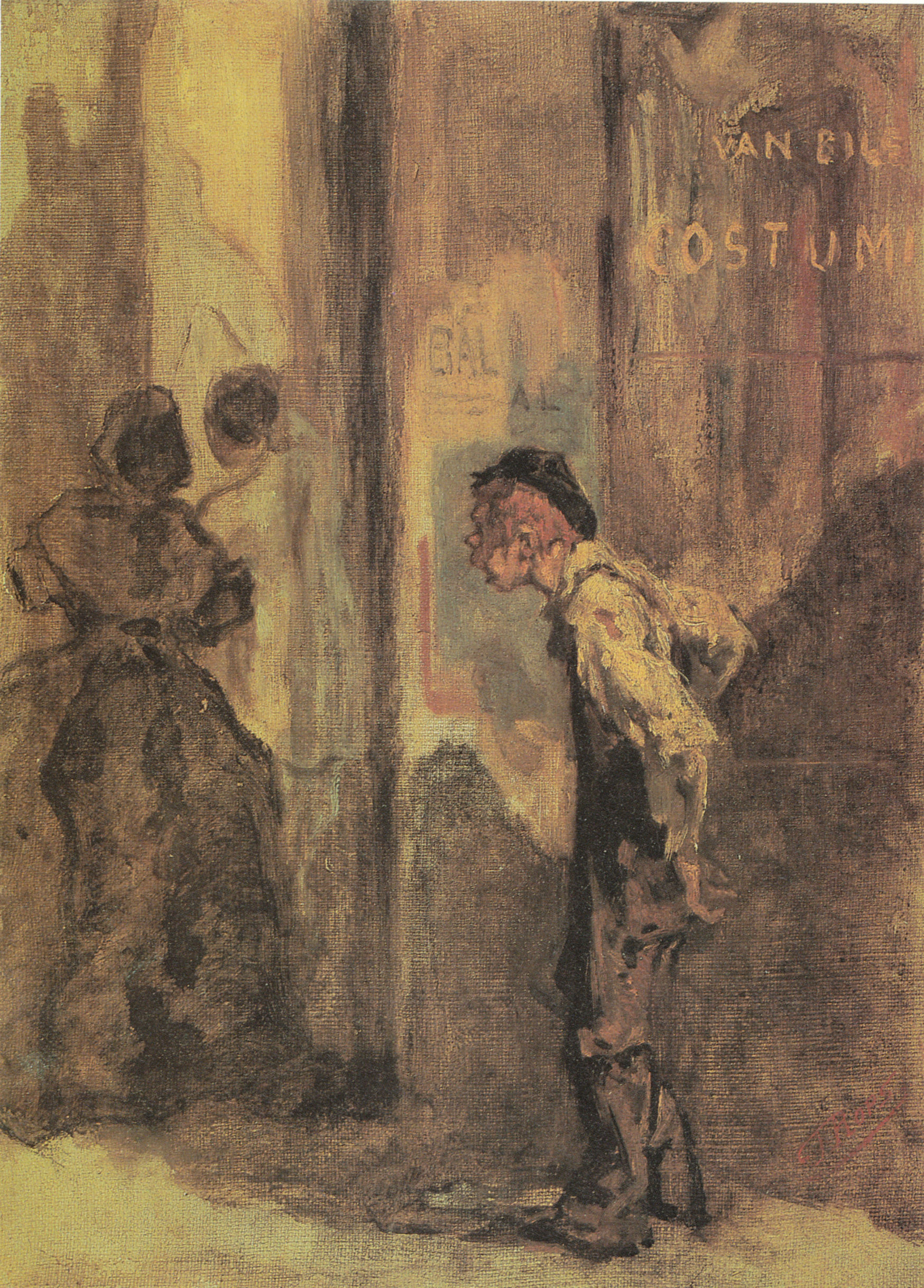
L'Entrée au bal rozm: 29,5×21 cm technika: olej na plátně umístění: Namur, Vallonia, Belgie
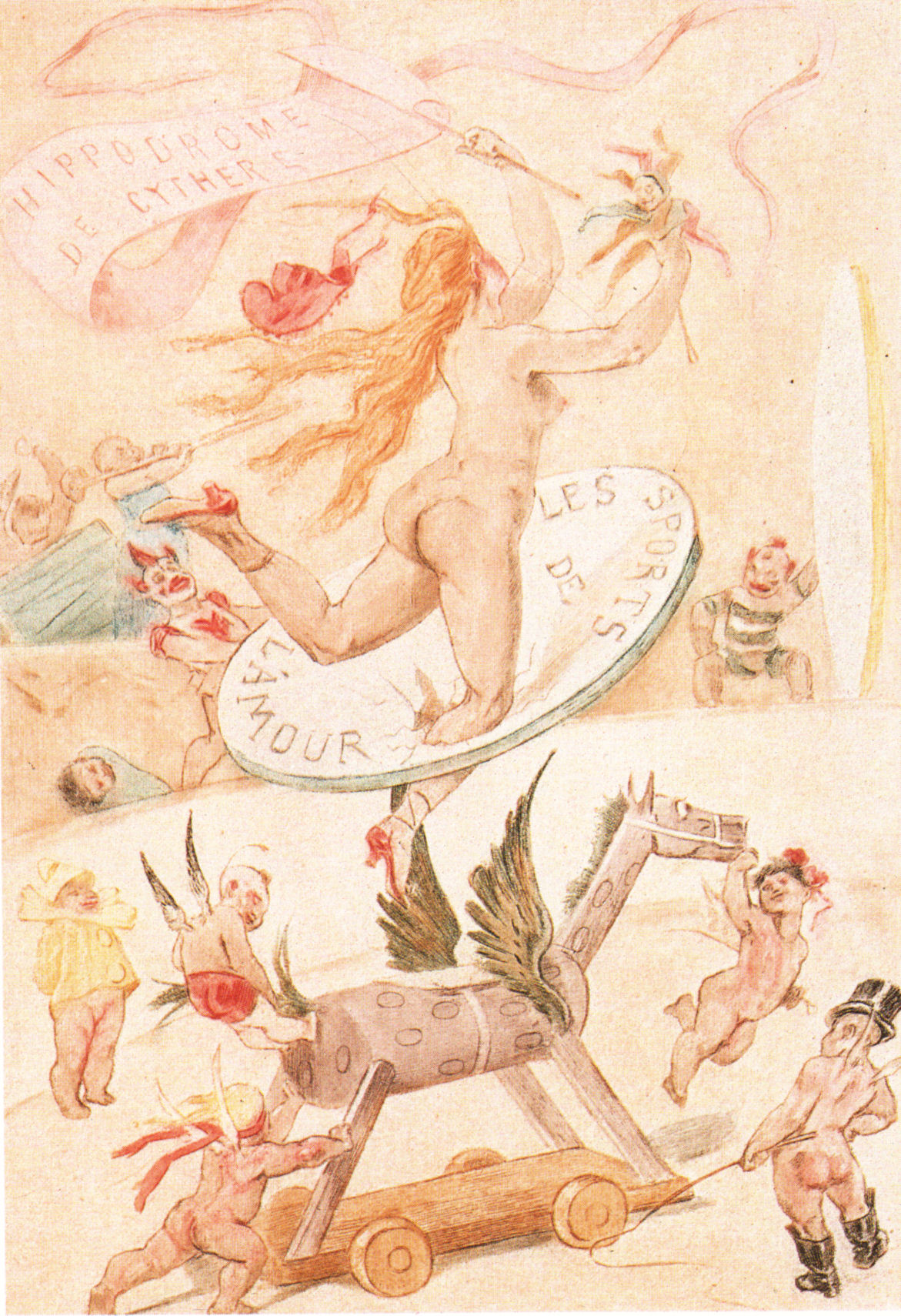
Hippodrom na Kythéře rozm: 14,6×10×21 cm technika: akvarel umístění: Namur, Vallonia, Belgie